# Альберт Ейнштейн
Альбе́рт Ейнштейн (також А́льберт А́йнштайн, нім. Albert Einstein [ˈalbɐt ˈaɪ̯nʃtaɪ̯n], англ. Albert Einstein ['ælbət ˈʌɪnstʌɪn]; 14 березня 1879, Ульм, королівство Вюртемберг, Німецька імперія — 18 квітня 1955, Принстон, штат Нью-Джерсі, США) — американський, німецький та швейцарський фізик-теоретик єврейського походження, один із найвизначніших науковців XX століття, творець теорії відносності та один із творців квантової механіки. Його формулу еквівалентності маси й енергії E = mc2, яка випливає зі спеціальної теорії відносності, вважають «найвідомішим рівнянням у світі». Лауреат Нобелівської премії з фізики (1921) за «заслуги в галузі теоретичної фізики, і зокрема за відкриття закону фотоелектричного ефекту».
Народившись у Німецькій імперії, Ейнштейн у 1895 році переїхав до Швейцарії, а наступного року відмовився від свого німецького громадянства (як підданий Королівства Вюртемберг). У 1897 році, у віці 17 років, він вступив на викладацьку програму математики й фізики у Цюрихську вищу технічну школу, яку закінчив у 1900 році. Наступного року отримав громадянство Швейцарії, яке зберіг до кінця життя, а згодом влаштувався на постійну роботу до Швейцарського патентного бюро в Берні. У 1905 році він захистив докторську дисертацію в Цюрихському університеті. У 1914 році переїхав до Берліна, приєднавшись до Прусської академії наук та Берлінського університету, а в 1917 році очолив Інститут фізики кайзера Вільгельма. Того ж року він знову отримав німецьке громадянство, цього разу як підданий Прусського королівства. Коли 1933 року до влади в Німеччині прийшли нацисти, Ейнштейн перебував за кордоном і, остерігаючись нацистських переслідувань євреїв, не став повертатись в Німеччину й оселився в США. 1933 року він відмовився від німецького паспорта, а 1940 року отримав громадянство США. Напередодні Другої світової війни він підписав лист до президента Франкліна Рузвельта, в якому попереджав про можливу ядерну програму Німеччини й рекомендував США розпочати аналогічні дослідження.
У 1905 році, який іноді називають його «роком чудес», він опублікував чотири революційні статті. У них він виклав теорію фотоефекту, пояснив Броунівський рух, сформулював спеціальну теорію відносності та довів, що за її припущень маса й енергія еквівалентні. У 1915 році він запропонував загальну теорію відносності, яка поширювала його систему механіки на випадок прискорених рухів і гравітації. Наступного року він опублікував космологічну роботу, в якій виклав наслідки загальної теорії відносності для моделювання структури та еволюції Всесвіту в цілому. У 1917 році Ейнштейн опублікував статтю, в якій ввів поняття спонтанного випромінювання й індукованого випромінювання, — останнє стало основою роботи лазерів і мазерів. Ця праця також містила багато ідей, які стали основою для подальшого розвитку фізики, зокрема квантової електродинаміки та квантової оптики.
У середині своєї кар'єри Ейнштейн зробив значний внесок у статистичну механіку та квантову теорію. Особливо важливими були його праці з квантової фізики випромінювання, де він описував світло як потік частинок, згодом названих фотонами. Разом із фізиком Шатьєндраатом Бозе він заклав підґрунтя для статистики Бозе — Ейнштейна. Протягом останніх років своєї наукової діяльності Ейнштейн працював над двома напрямами, які зрештою виявилися безуспішними. По-перше, він виступав проти ймовірнісної природи квантової теорії, вважаючи, що «Бог не грає в кості». По-друге, він намагався створити єдину теорію поля, узагальнивши свою геометричну теорію гравітації на випадок електромагнетизму. У результаті він поступово віддалився від основного напряму розвитку сучасної фізики.
За свої наукові відкриття Ейнштейн набув всесвітньої слави, особливо після того, як Еддінгтон у 1919 році під час сонячного затемнення експериментального виміряв передбачене Ейнштейном гравітаційне лінзування. Разом із іншими видатними науковцями, брав участь у роботі Міжнародного комітету з інтелектуального співробітництва при Лізі Націй. Сприяв еміграції науковців з нацистської Німеччини. Підписаний ним лист Ейнштейна — Сіларда сприяв початку досліджень ядерної зброї в США та започаткуванню Мангеттенського проєкту. Образ Ейнштейна послужив натхненням для численних образів науковців у різноманітних мистецьких творах. Журнал «Тайм» обрав Ейнштейна людиною ХХ століття.

## Біографія

### Дитинство, юність, освіта

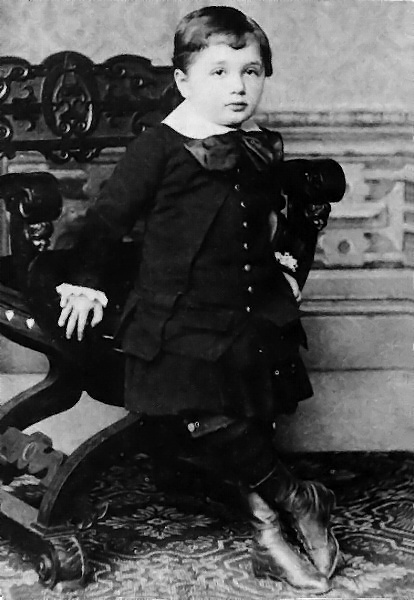
Альберт Ейнштейн у 3-річному віці

Альберт Ейнштейн народився в Ульмі, у Королівстві Вюртемберг у складі Німецької імперії, 14 березня 1879 року. Його батьки, світські євреї-ашкеназі, — Герман Ейнштейн, комерсант і інженер, та Пауліна Кох. У 1880 році родина переїхала до мюнхенського району Людвігсфорштадт-Ізарфорштадт, де батько Альберта разом із дядьком Якобом заснували компанію «Elektrotechnische Fabrik J. Einstein & Cie», що виробляла електрообладнання на основі постійного струму. Ейнштейн часто згадував один із ключових моментів свого дитинства, коли під час хвороби батько приніс йому компас. Через це він зацікавився електромагнетизмом і зрозумів, що «за речами має стояти щось глибоко приховане».
З п'яти років Альберт навчався у католицькій початковій школі Святого Петра в Мюнхені. У віці восьми років його перевели до Луїтпольд-Гімназії, де він здобував базову середню та повну середню освіту.
У 1894 році компанія Германа і Якоба подала заявку на тендер з встановлення електричного освітлення в Мюнхені, однак безуспішно — їм не вистачало капіталу для модернізації технології з постійного на більш ефективний змінний струм. Через це вони були змушені продати фабрику й шукати нові можливості. Родина переїхала до Італії, спершу до Мілана, а згодом — до Павії, оселившись у Палаццо Корнаццані. Ейнштейн, якому тоді було 15, залишився в Мюнхені для завершення навчання. Батько хотів, щоб він став електротехніком, але Альберт виявився неспокійним учнем — методи навчання та сувора дисципліна гімназії були йому неприйнятні. Пізніше він писав, що навчання за принципом запам'ятовування без розуміння шкодить творчому мисленню. Наприкінці грудня 1894 року лист від лікаря переконав адміністрацію гімназії дозволити Ейнштейну покинути навчальний заклад, і він приєднався до родини в Павії. Підлітком в Італії він написав есе «Про дослідження стану ефіру у магнітному полі».
З раннього віку Ейнштейн мав успіхи в фізиці й математиці, випереджаючи своїх однолітків. У 12 років він почав самостійно вивчати алгебру, аналіз та евклідову геометрію й настільки швидко просунувся, що ще до 13-річчя вивів власне доведення теореми Піфагора. Домашній наставник, Макс Тальмуд, згадував, що невдовзі після того, як він дав дванадцятирічному Ейнштейну підручник з геометрії, хлопець «опрацював його від початку до кінця. Після цього він цілком присвятив себе вищій математиці … Незабаром політ його математичного генія став настільки стрімким, що я вже не міг за ним устежити». Ейнштейн пізніше згадував, що опанував інтегральне та диференціальне числення у віці 14 років. Його захоплення математикою було настільки сильним, що ще в 12 він був переконаний: природа — це «математична структура».

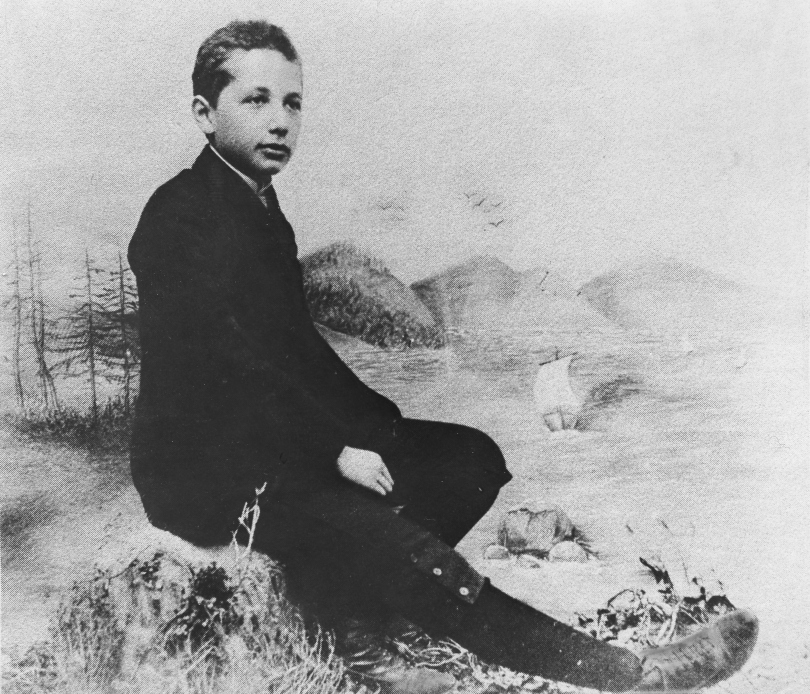
Ейнштейн у 1893 році, у віці 14 років

У 13 років його зацікавлення поширилися на музику й філософію. Тальмуд познайомив його з «Критикою чистого розуму» Канта, який став його улюбленим філософом. За словами Тальмуда, навіть у 13 років Ейнштейн цілком розумів сприймав праці Канта, незрозумілі для пересічного читача, як цілком зрозумілі.
У 1895 році, у 16 років, Ейнштейн склав вступний іспит до федеральної політехнічної школи в Цюриху. Він не набрав достатньої кількості балів у загальній частині, але виявив видатні знання з фізики та математики. За порадою ректора закладу він завершив середню освіту в кантональній школі в Аарау, яку закінчив у 1896 році. Під час проживання в Аарау він закохався в Марі Вінтелер, доньку родини, у якій мешкав (його сестра Мая пізніше одружилася з сином Вінтелерів, Паулем).

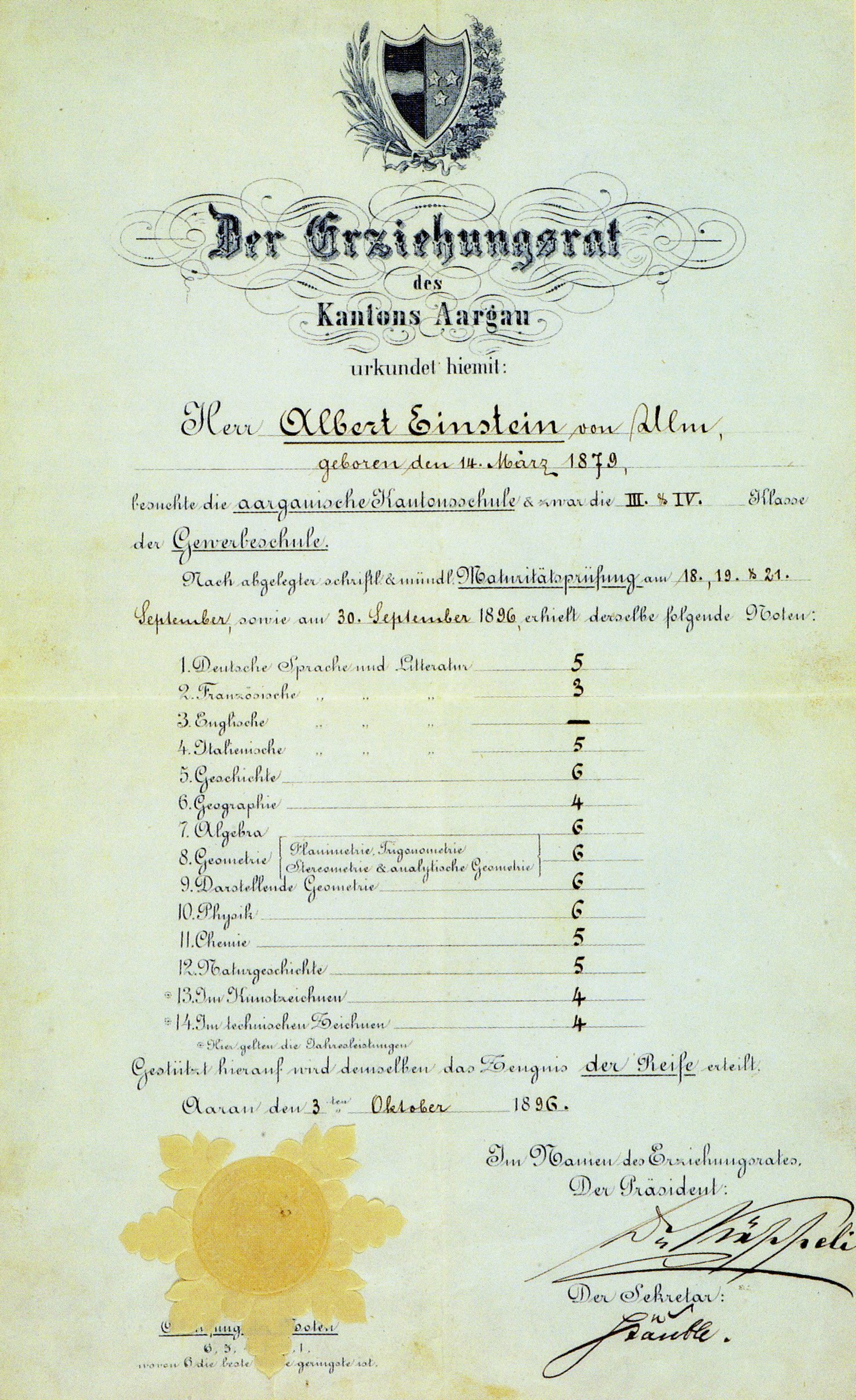
Атестат Ейнштейна про завершення середньої школи в кантоні Ааргау, 1896 рік

У січні 1896 року, за згодою батька, Ейнштейн відмовився від громадянства Вюртемберзького королівства, щоб уникнути військового обов'язку. Його атестат про закінчення школи (Матура) відзначав високі оцінки з історії, фізики, алгебри, геометрії та описової геометрії. У віці 17 років він вступив до чотирирічної програми з математики та фізики у федеральній політехнічній школі. Тим часом Марі Вінтелер отримала посаду вчительки в Ольсберзі, Швейцарія.
Серед п'яти студентів першого курсу того ж напряму, що й Ейнштейн, була лише одна жінка — 20-річна сербка Мілева Марич. Упродовж кількох років вони багато спілкувалися, обговорюючи фізику, яку не викладали на лекціях. У листах до Марич Ейнштейн писав, що досліджувати науку з нею цікавіше, ніж вивчати підручники самотужки. Зрештою, вони стали не лише друзями, а й коханцями.
Серед істориків фізики тривають дискусії щодо внеску Мілеви Марич у так звані статті annus mirabilis Ейнштейна. Деякі свідчення вказують на її вплив на його ідеї, але багато дослідників сумніваються, що він був значним.

### Шлюби, стосунки та діти

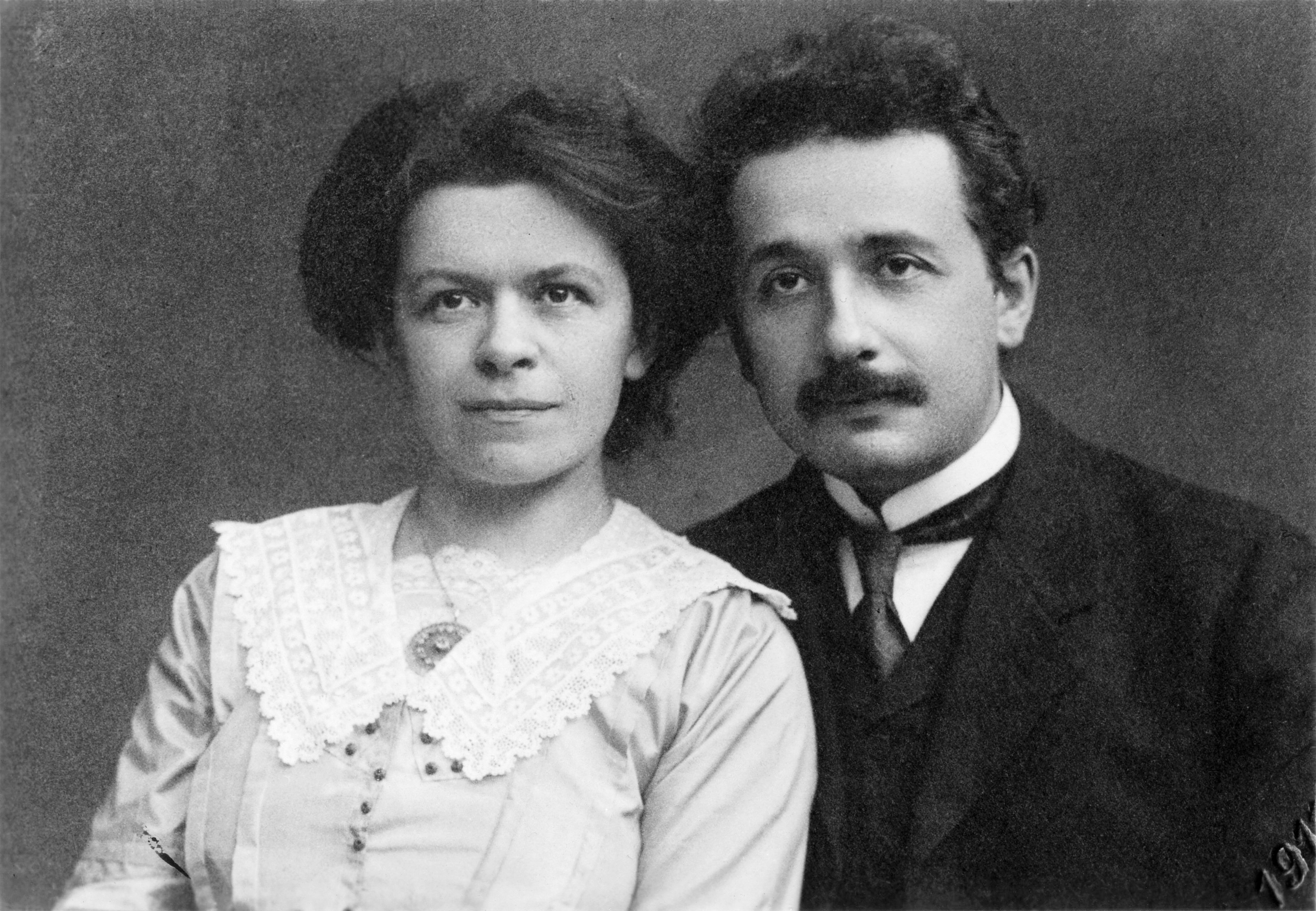
Альберт Ейнштейн і Мілева Марич, 1912 рік

Листування між Ейнштейном і Марич, виявлене й опубліковане у 1987 році, показало, що на початку 1902 року, коли Марич відвідувала батьків у Новому Саді, вона народила доньку Лізерль. Коли Марич повернулася до Швейцарії, дитини з нею не було, а її подальша доля залишається невідомою. У листі Ейнштейна від вересня 1903 року йдеться про те, що дитину або віддали на усиновлення, або вона ще немовлям померла від скарлатини.
Ейнштейн і Марич одружилися в січні 1903 року. У травні 1904 року в Берні в них народився син Ганс Альберт. Другий син, Едуард, народився в Цюриху в липні 1910 року. У листах до Марі Вінтелер, написаних за кілька місяців до народження Едуарда, Ейнштейн описував своє кохання до дружини як «помилкове» та сумував за «втраченим життям», яке, як йому здавалося, він міг би мати, одружившись із Вінтелер: «Я думаю про тебе з ніжною любов'ю кожної вільної хвилини й почуваюся таким нещасним, як тільки здатен почуватися чоловік».

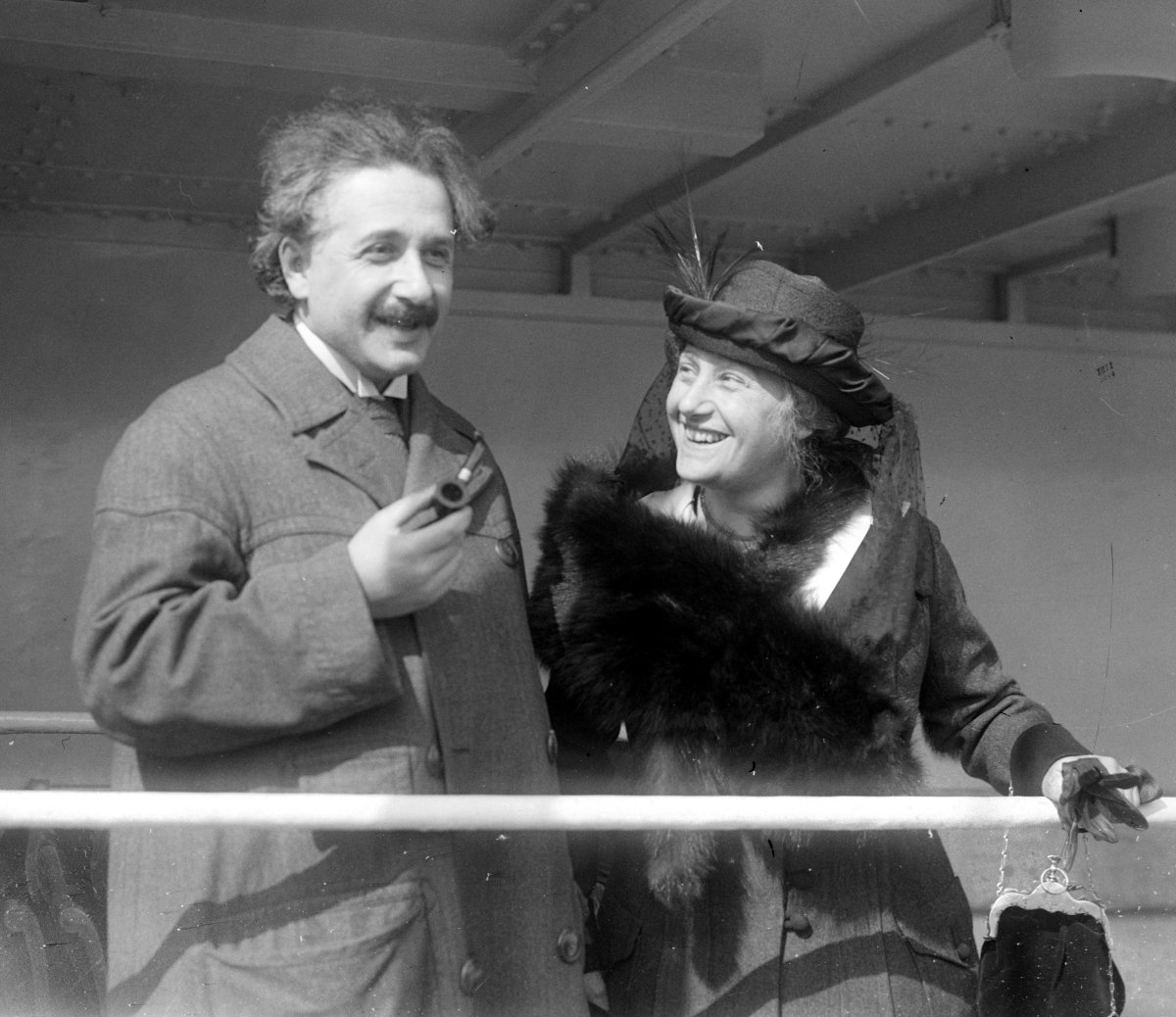
Альберт і Ельза Ейнштейн у Нью-Йорку, 1921 рік

У 1912 році Ейнштейн почав стосунки з Ельзою Левенталь, яка була йому двоюрідною сестрою по матері та троюрідною по батькові. Дізнавшись про зраду незабаром після переїзду до Берліна у квітні 1914 року, Марич повернулася до Цюриха, забравши із собою Ганса Альберта та Едуарда. 14 лютого 1919 року Ейнштейном і Марич оформили розлучення на підставі п'ятирічного роздільного проживання. У межах угоди про розлучення Ейнштейн обіцяв, що в разі отримання Нобелівської премії передасть грошову винагороду Марич; премію він отримав через два роки.
У 1919 році Ейнштейн одружився з Левенталь. У 1923 році він почав стосунки з секретаркою Бетті Нойман, племінницею його друга Ганса Мюзама. Попри це, Левенталь залишилася з ним і разом з чоловіком емігрувала до США в 1933 році. У 1935 році в неї діагностували проблеми із серцем і нирками. Вона померла в грудні 1936 року.

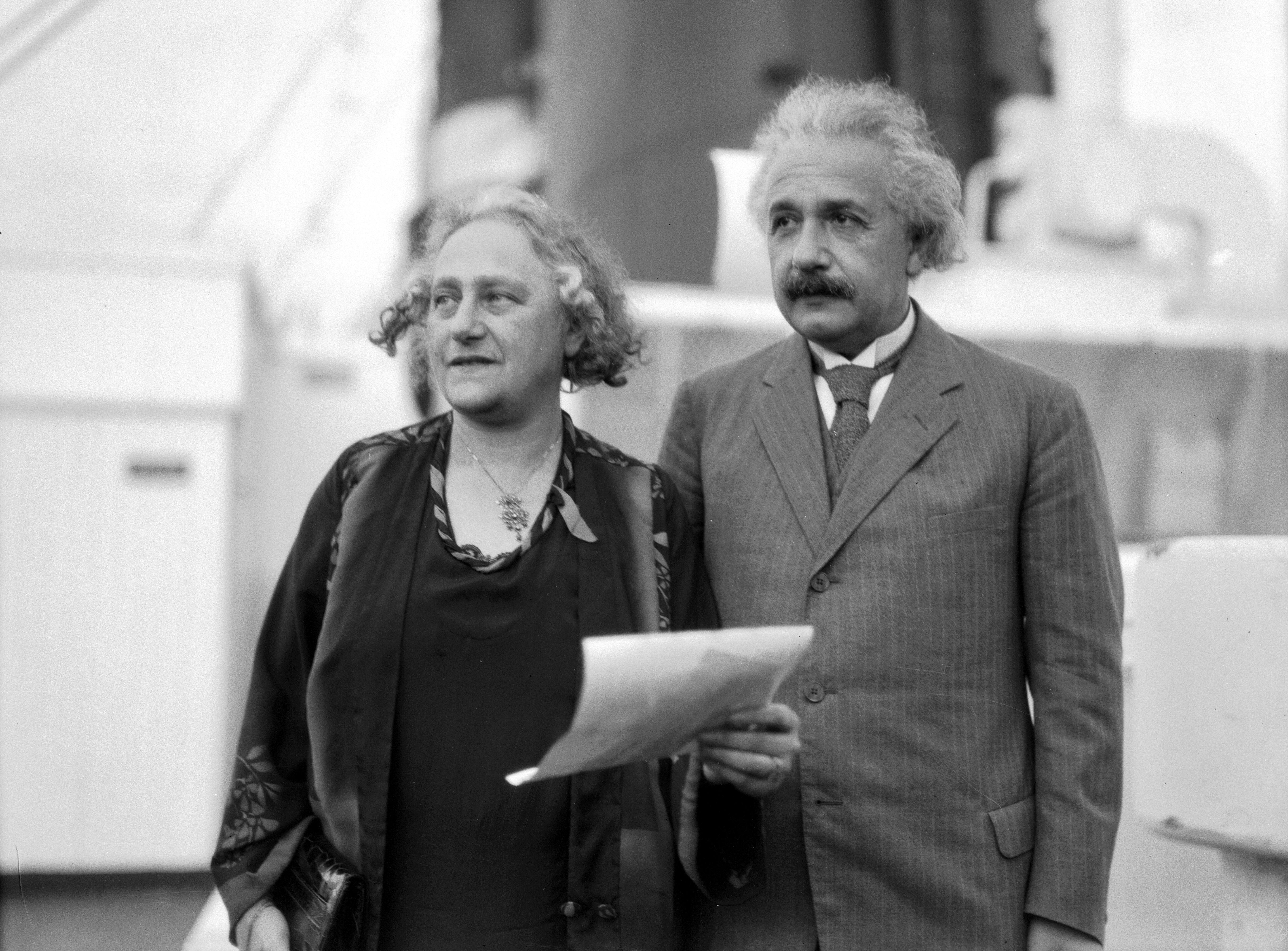
Альберт і Ельза Ейнштейн, 1930 рік

У 2006 році Єврейський університет в Єрусалимі оприлюднив збірку листів Ейнштейна, що свідчать про його романтичні зв'язки з іншими жінками. Серед них були Маргарете Лебах (одружена австрійка), Естелла Каценелленбоген (багата власниця квіткового бізнесу), Тоні Мендель (заможна єврейська вдова) та Етель Міхановскі (берлінська світська левиця), з якими він проводив час і приймав від них подарунки, перебуваючи у шлюбі з Левенталь. Після смерті дружини Ейнштейн мав короткочасний роман із Маргаритою Коньонковою, яку деякі вважають російською шпигункою; її чоловік, російський скульптор Сергій Коньонков, створив бронзовий бюст Ейнштейна для Інституту перспективних досліджень у Принстоні.
Після епізоду гострого психічного розладу у віці близько двадцяти років сину Ейнштейна Едуарду діагностували шизофренію. Він провів решту життя або під опікою матері, або в психіатричних установах. Після її смерті його остаточно помістили до Університетської психіатричної лікарні в Цюриху.

### Клерк у патентному бюро й перші наукові праці (1902—1908)

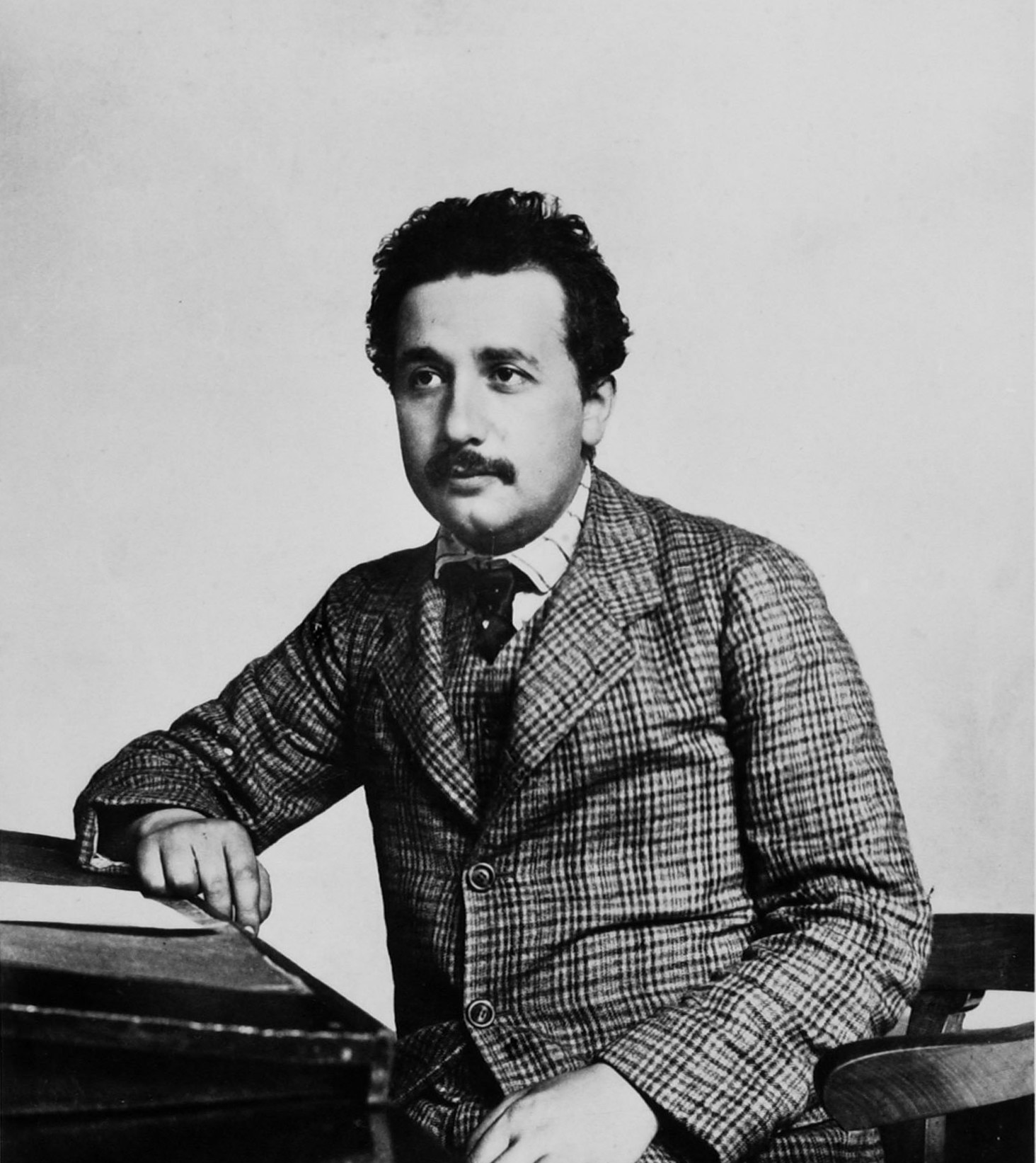
Ейнштейн у Швейцарському патентному бюро, 1904

Ейнштейн закінчив Федеральну політехнічну школу у 1900 році з дипломом, що засвідчував його кваліфікацію викладача математики й фізики. У лютому 1901 року Ейнштейн отримав громадянство Швейцарії. Його не призвали до швейцарської армії, бо медики визнали його непридатним. Попри майже два роки пошуків, він не зміг влаштуватися на викладацьку посаду — швейцарські школи не мали для нього вакансій. Зрештою, завдяки батькові свого друга Марселя Гроссманна він отримав посаду в Берні у Швейцарському патентному бюро як помічник експерта третього класу.
До обов'язків Ейнштейна входило оцінювання патентних заявок, серед яких траплялися винаходи на кшталт гравієвого сортувальника чи електричної друкарської машинки. Його роботодавці були задоволені його роботою і в 1903 році зробили його посаду постійною, хоча вважали, що на підвищення він заслуговуватиме лише після повного опанування «машинної технології». Існує припущення, що саме робота в патентному відомстві сприяла формуванню його спеціальної теорії відносності. Революційні ідеї про простір, час і світло виникли завдяки уявним експериментам з передаванням сигналів і синхронізацією годинників — темами, які також були присутні в поданих на розгляд винаходах.
У 1902 році Ейнштейн разом із кількома друзями, яких він зустрів у Берні, створив гурток, що регулярно збирався для обговорення науки й філософії. Іронічною назвою цього клубу стала Академія Олімпія — натяк на те, що їхнє товариство зовсім не було «олімпійським» за масштабами. Іноді на зустрічах була присутня Марич, яка тільки уважно слухала інших. Серед мислителів, чиї ідеї вони обговорювали, були Анрі Пуанкаре, Ернст Мах і Дейвід Г'юм, які суттєво вплинули на подальші погляди та переконання Ейнштейна.

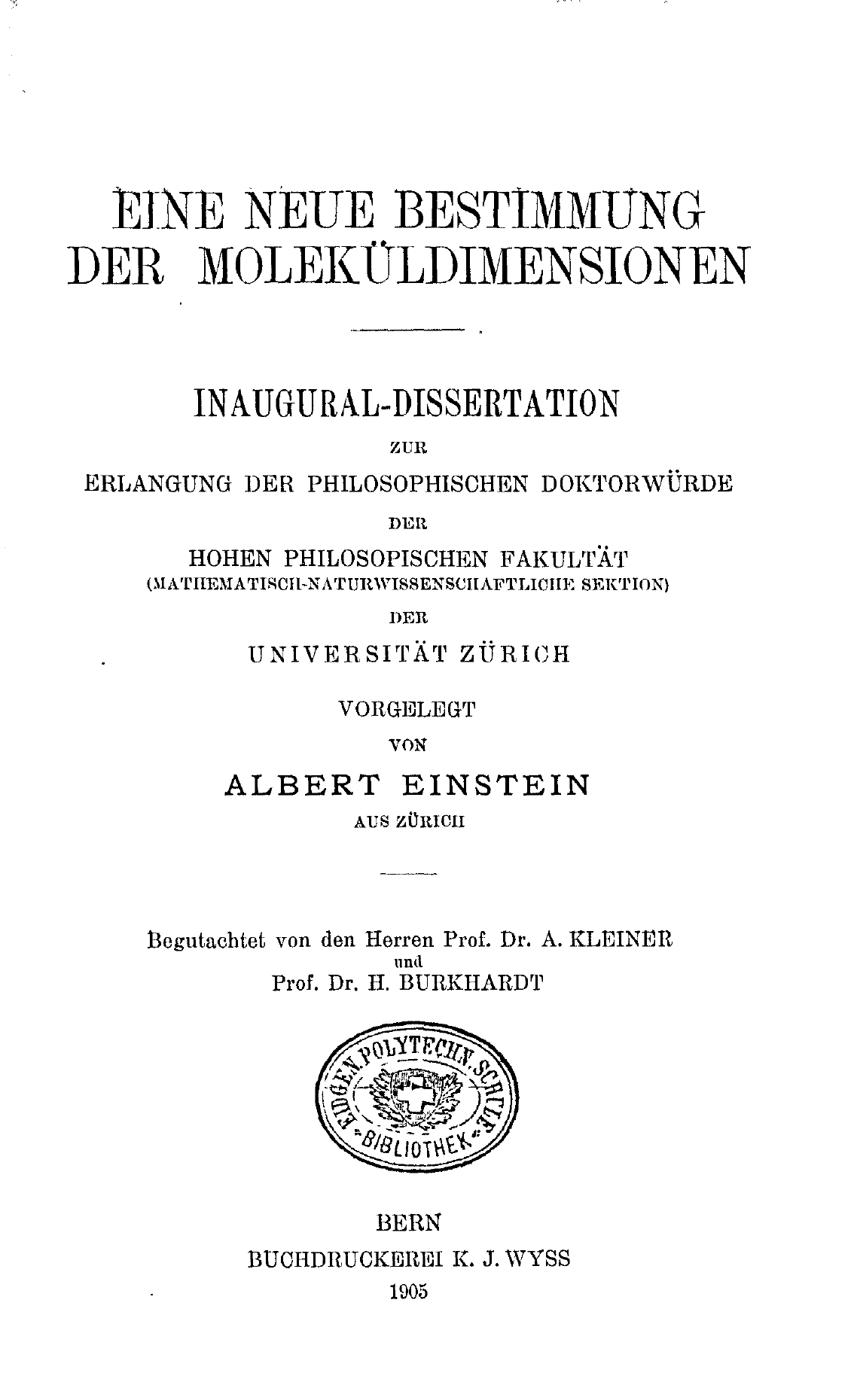
Докторська дисертація Ейнштейна «Нове визначення розмірів молекул», 1905

1901 року Ейнштейн опублікував у журналі «Annalen der Physik» свою першу наукову працю — «Висновки з явищ капілярності» (нім. Folgerungen aus den Capillaritätserscheinungen). У ній він запропонував модель міжмолекулярного притягання, яку пізніше нім. Folgerungen aus den Capillaritätserscheinungen). У ній він запропонував модель міжмолекулярного притягання, яку пізніше визнану він визнав марною. Його 24-сторінкова докторська дисертація також була присвячена темі молекулярної фізики. Вона називалась «Нове визначення розмірів молекул» (нім. Eine neue Bestimmung der Moleküldimensionen) і була присвячена «моєму другу доктору Марселю Гроссманну». Ейнштейн завершив дисертацію 30 квітня 1905 року, а за 3 місяці її затвердив професор Альфред Кляйнер з Цюрихського університету. Офіційно Ейнштейну присудили ступінь доктора 15 січня 1906 року. Чотири інші праці, завершені Ейнштейном у 1905 році — його знамениті статті про фотоелектричний ефект, броунівський рух, спеціальну теорію відносності та еквівалентність маси й енергії — зробили цей рік відомим як «Annus mirabilis» (рік чудес) у фізиці, подібно до 1666 року, коли Ісаак Ньютон зробив свої найбільші наукові відкриття. Ці публікації справили глибоке враження на сучасників Ейнштейна.

### Академічна кар'єра в Європі (1908—1933)

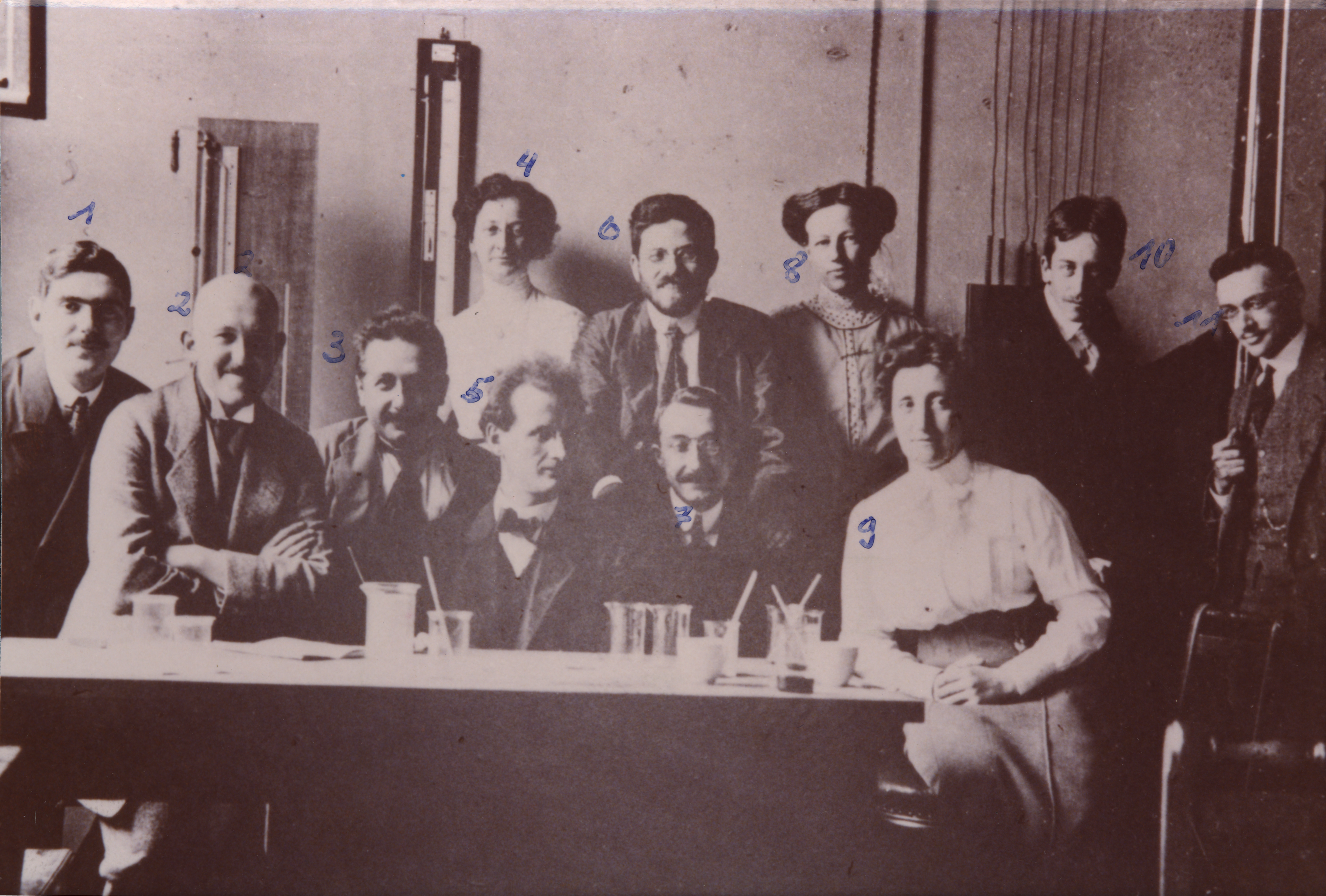
Ейнштейн із колегами в Цюрихській вищій технічній школі, 1913

У 1908 році Ейнштейн отримав молодшу викладацьку посаду в Бернському університеті. У 1909 році після успішної лекції з релятивістської електродинаміки в Цюрихському університеті, його запросили на новостворену посаду доцента, і він залишив Берн. У квітні 1911 року Ейнштейна призначили професором Німецького університету Карла-Фердинанда в Празі. За час перебування в Празі він опублікував одинадцять наукових праць.
З 30 жовтня по 3 листопада 1911 року Ейнштейн взяв участь у першому Сольвеєвському конгресі з фізики.
У липні 1912 року він повернувся до своєї альма-матер — Цюрихської вищої технічної школи, очоливши там кафедру теоретичної фізики. Його викладання зосереджувалося на термодинаміці й аналітичній механіці, а наукові інтереси охоплювали молекулярно-кінетичну теорію тепла, механіку суцільних середовищ та розвиток релятивістської теорії гравітації. У цій останній галузі йому допомагав друг Марсель Гроссман, який краще розумів необхідні математичні методи.
Навесні 1913 року два німецькі науковці — Макс Планк і Вальтер Нернст — відвідали Ейнштейна в Цюриху, сподіваючись переконати його переїхати до Берліна. Вони запропонували йому членство в Прусській академії наук, посаду директора майбутнього Інституту фізики кайзера Вільгельма та кафедру в Берлінському університеті, яка дозволила б йому займатися лише науковою роботою, отримуючи професорську зарплату без викладацького навантаження. Додатковою перевагою для нього було те, що в Берліні жила його нова подруга — Ельза Левенталь. Він офіційно вступив до Пруської академії наук 24 липня 1913 року, а з 1 квітня 1914 року оселився в районі Далем у Берліні. Незабаром його призначили на кафедру в Берлінському університеті.

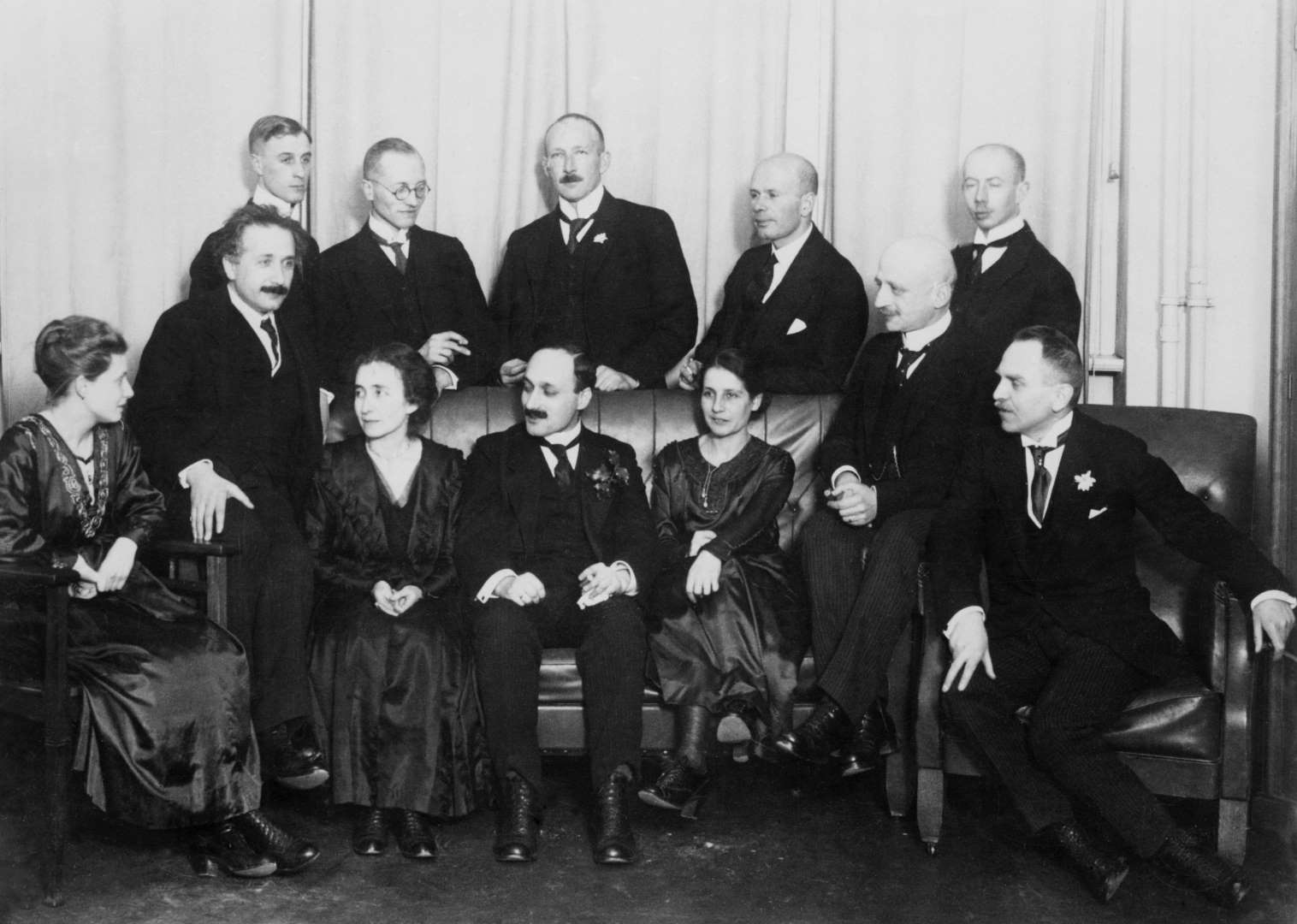
Ейнштейн з іншими фізиками та хіміками в Берліні, 1920

Початок Першої світової війни у липні 1914 року став відправною точкою поступового відчуження Ейнштейна від Німеччини, в якій він народився. Коли в жовтні 1914 року оприлюднили «Маніфест дев'яноста трьох» — документ, що виправдовував німецьку агресію й був підписаний багатьма видатними німецькими інтелектуалами, — Ейнштейн став одним із небагатьох, хто публічно дистанціювався від нього, підписавши натомість пацифістський «Маніфест до європейців». Проте це не завадило йому в 1916 році бути обраним президентом Німецького фізичного товариства на дворічний термін. Коли 1917 року, попри затримку через війну, розпочав роботу Інститут фізики кайзера Вільгельма, Ейнштейн став його першим директором — як і обіцяли Планк і Нернст.
У 1920 році Ейнштейна обрали іноземним членом Королівської академії мистецтв і наук Нідерландів, а в 1921 — іноземним членом Лондонського королівського товариства. У 1922 році він отримав Нобелівську премію з фізики за 1921 рік «за заслуги перед теоретичною фізикою, зокрема за відкриття закону фотоефекту». На той час деякі фізики ще іще не приймали загальну теорію відносності, а формулювання Нобелівської відзнаки відображало певний скептицизм навіть щодо визнаного внеску у фотоефект: там не було згадано частинкову природу світла, яку наукова спільнота повністю визнала лише після того, як Шатьєндернат Бозе вивів планківський спектр у 1924 році. Того ж року Ейнштейна обрали міжнародним почесним членом Американської академії мистецтв і наук. 1925 року Ейнштейну вручили Медаль Коплі від Лондонського королівського товариства, а 1930 року він став міжнародним членом Американського філософського товариства.
Ейнштейн залишив Прусську академію наук у березні 1933 року. До його визначних наукових результатів, отриманих у Берліні, належали завершення загальної теорії відносності, доведення ефекту Ейнштейна — де Гааза, внесок у квантову теорію випромінювання та розробка статистики Бозе — Ейнштейна.

### Прихід слави й подорожі світом (1919—1931)

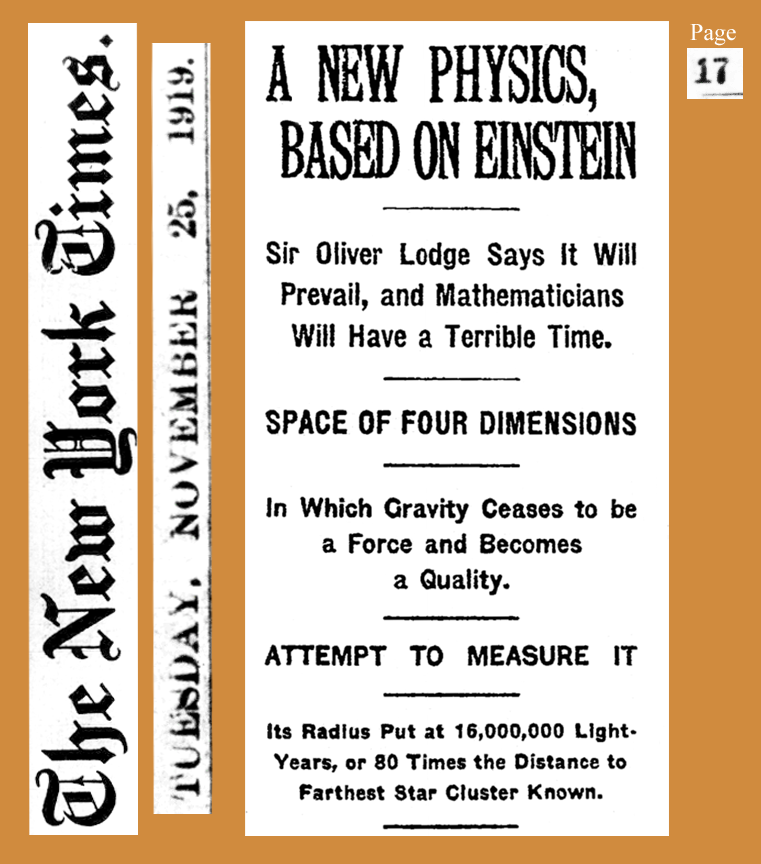
Повідомлення газети «Нью-Йорк таймс» про підтвердження викривлення світла гравітацією

У 1907 році Ейнштейн досяг важливого етапу на своєму шляху від спеціальної теорії відносності до нової концепції гравітації — він сформулював принцип еквівалентності, згідно з яким спостерігач у ящику, що вільно падає в гравітаційному полі, не зможе виявити жодних ознак існування цього поля. У 1911 році, спираючись на цей принцип, він оцінив, наскільки буде відхилятися промінь світла від далекої зорі під впливом гравітаційного тяжіння Сонця, коли той проходить поблизу його фотосфери (видимої поверхні Сонця). У 1913 році він переглянув свої обчислення, знайшовши спосіб моделювати гравітацію за допомогою тензора кривини Рімана у неевклідовому чотиривимірному просторі-часі. Восени 1915 року його переосмислення математики гравітації в термінах ріманової геометрії було завершене, і він застосував свою нову теорію не лише для пояснення ефекту гравітаційного лінзування Сонцем, а й до іншого астрономічного явища — прецесії перигелію Меркурія. Сонячне затемнення 29 травня 1919 року дало можливість експериментально перевірити цю теорію, і результати спостережень, проведених Артуром Еддінгтоном, узгоджувалися з розрахунками Ейнштейна. Робота Еддінгтона широко висвітлювалася в пресі усього світу. Наприклад, 7 листопада 1919 року провідна британська газета «Таймс» вийшла з заголовком на першій шпальті: «Революція в науці — Нова теорія Всесвіту — Ідеї Ньютона повалено».

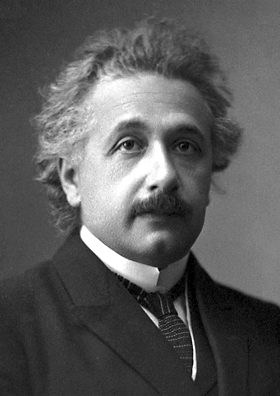
Офіційний портрет Ейнштейна після отримання Нобелівської премії з фізики 1921 року

Після того як спостереження затемнення, проведені Еддінгтоном, були широко висвітлені не лише в наукових журналах, а й у популярній пресі, Ейнштейн став «можливо, першим у світі науковцем-знаменитістю» — генієм, який зруйнував парадигму, що була основою фізичного розуміння Всесвіту ще з XVII століття. 2 квітня 1921 року Ейнштейн приїхав в США й одразу набув там статусу інтелектуальної ікони. У Нью-Йорку його зустрів мер Джон Френсіс Гайлен, після чого Ейнштейн протягом трьох тижнів читав лекції та відвідував урочисті прийоми. Він кілька разів виступав у Колумбійському університеті та в Принстоні, а у Вашингтоні відвідав Білий дім разом із представниками Національної академії наук США. До Європи він повернувся через Лондон, де був гостем філософа та державного діяча віконта Голдейна. Під час перебування в британській столиці Ейнштейн зустрівся з кількома відомими представниками наукового, політичного й інтелектуального середовища, а також прочитав лекцію в Кінгс-коледжі. У липні 1921 року він опублікував есе «Моє перше враження від США», в якому намагався змалювати національний характер американців.
У 1922 році Ейнштейн на шість місяців вирушив до Азії. Він виступав у Японії, Сінгапурі та Шрі-Ланці (тоді — Цейлон). Після першої публічної лекції в Токіо він зустрівся з імператором Йосіхіто та його дружиною в Імператорському палаці, а тисячі людей зібралися на вулицях, щоб побачити його. Ще тепліше його зустрічали під час останнього етапу подорожі — в підмандатній Палестині, яка нещодавно перейшла під контроль Ліги Націй й була доручена Британії після Першої світової війни. Герберт Семюел, британський верховний комісар, прийняв його з почестями, які зазвичай надавалися лише главам держав, зокрема відбувся салют із гармат. На один із прийомів на його честь увірвались люди, які хотіли почути його. Ейнштейн сказав, що радий, що євреї починають визнаватися як сила у світі.

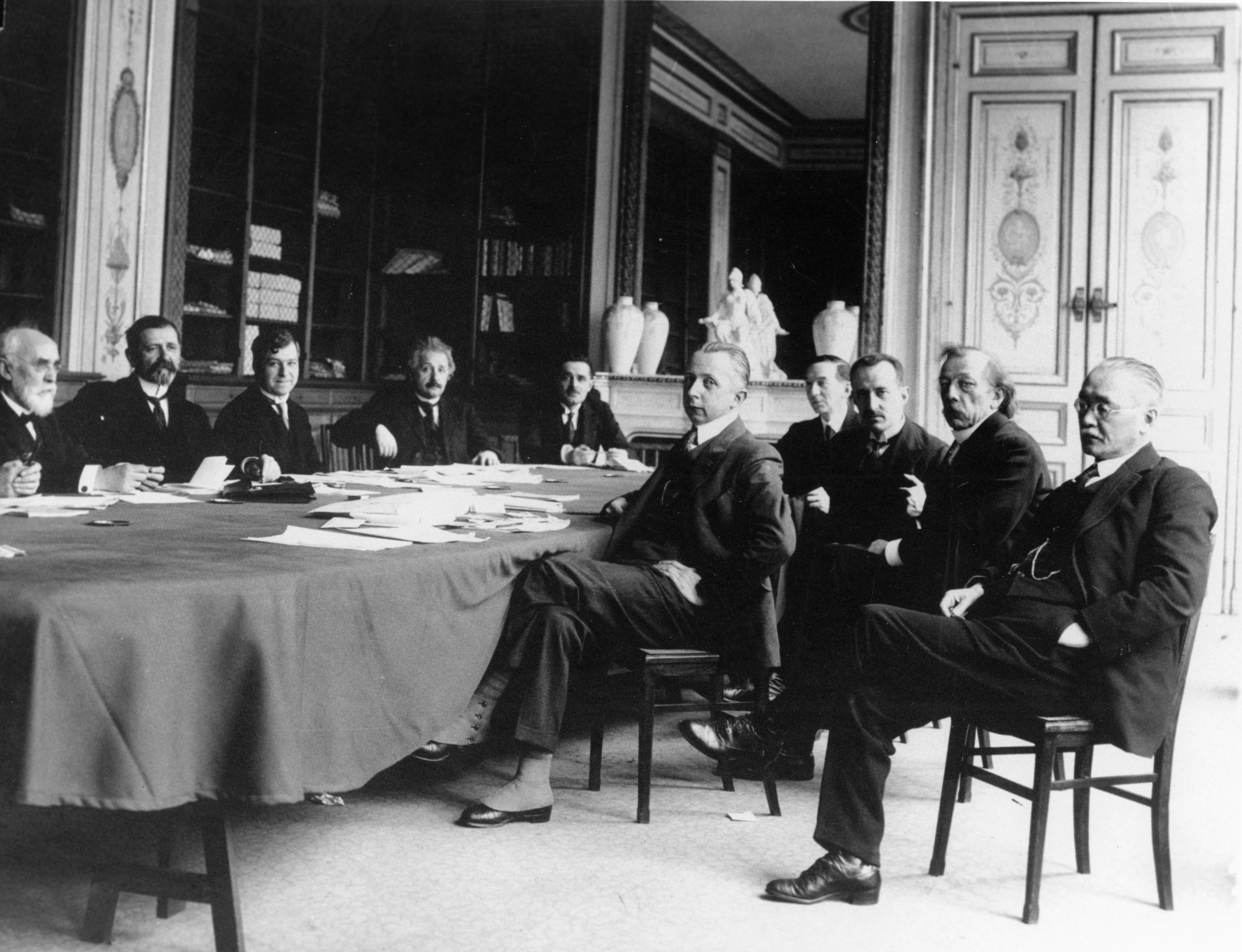
Ейнштейн на засіданні Міжнародного комітету з інтелектуального співробітництва при Лізі Націй

Рішення Ейнштейна здійснити східну подорож у 1922 році призвело до того, що він не зміг приїхати до Стокгольма в грудні для участі в церемонії вручення Нобелівської премії. На традиційному Нобелівському банкеті його представляв німецький дипломат, який у промові похвалив Ейнштейна не лише як фізика, але і як борця за мир. Під час двотижневого візиту до Іспанії у 1923 році він отримав ще одну нагороду — членство в Іспанській академії наук, яке йому особисто вручив король Альфонсо XIII.
З 1922 по 1932 рік, за винятком кількох місяців у 1923 та 1924 роках, Ейнштейн був членом розташованого в Женеві Міжнародного комітету з інтелектуального співробітництва при Лізі Націй — органу, створеного для сприяння співпраці між вченими, митцями, науковцями, викладачами та іншими представниками інтелектуальної спільноти різних країн.
У березні та квітні 1925 року Ейнштейн разом із дружиною здійснив подорож Південною Америкою,. Вони провели близько тижня в Бразилії, тиждень в Уругваї та місяць в Аргентині.

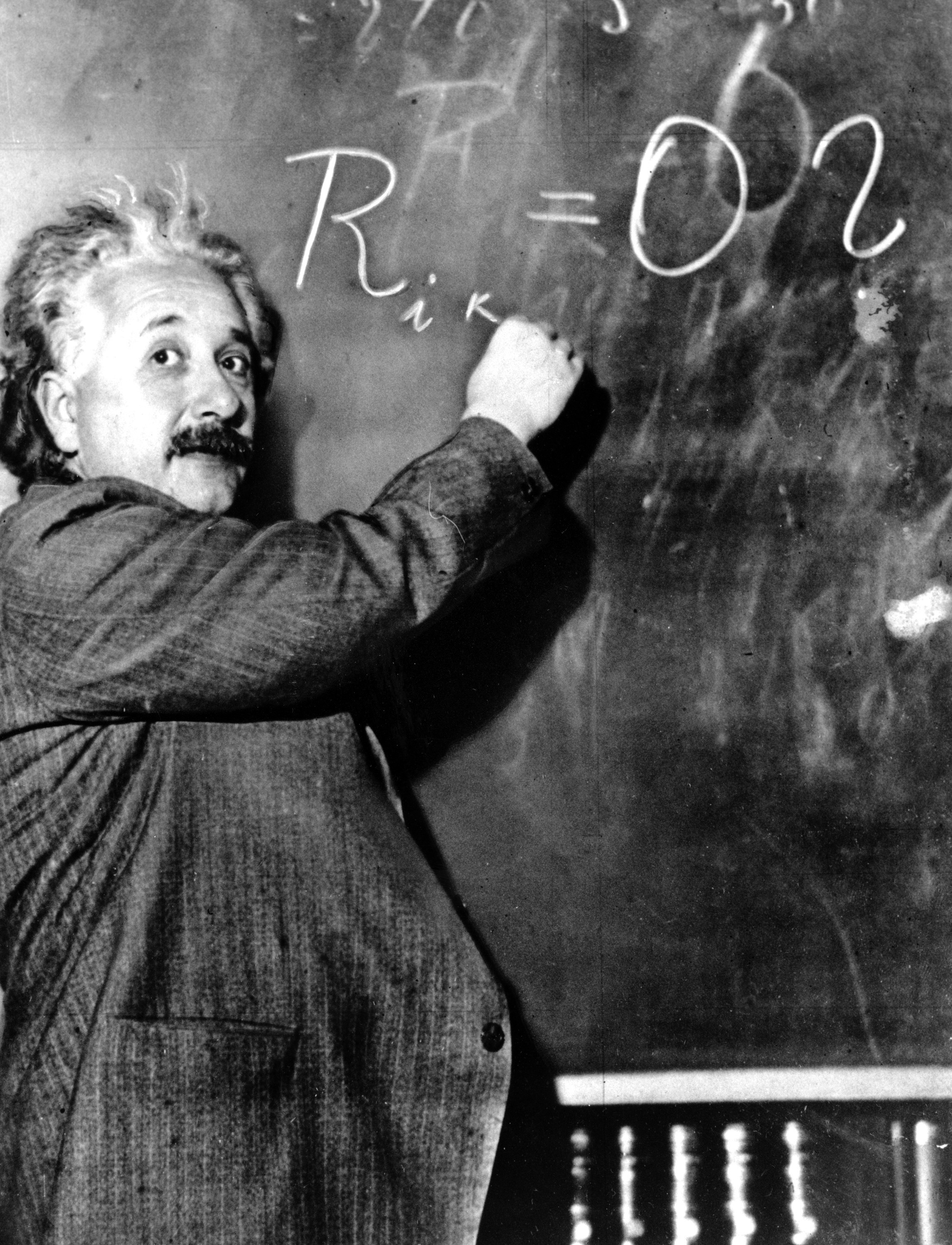
Ейнштейн у Пасадіні (Каліфорнія), 1931

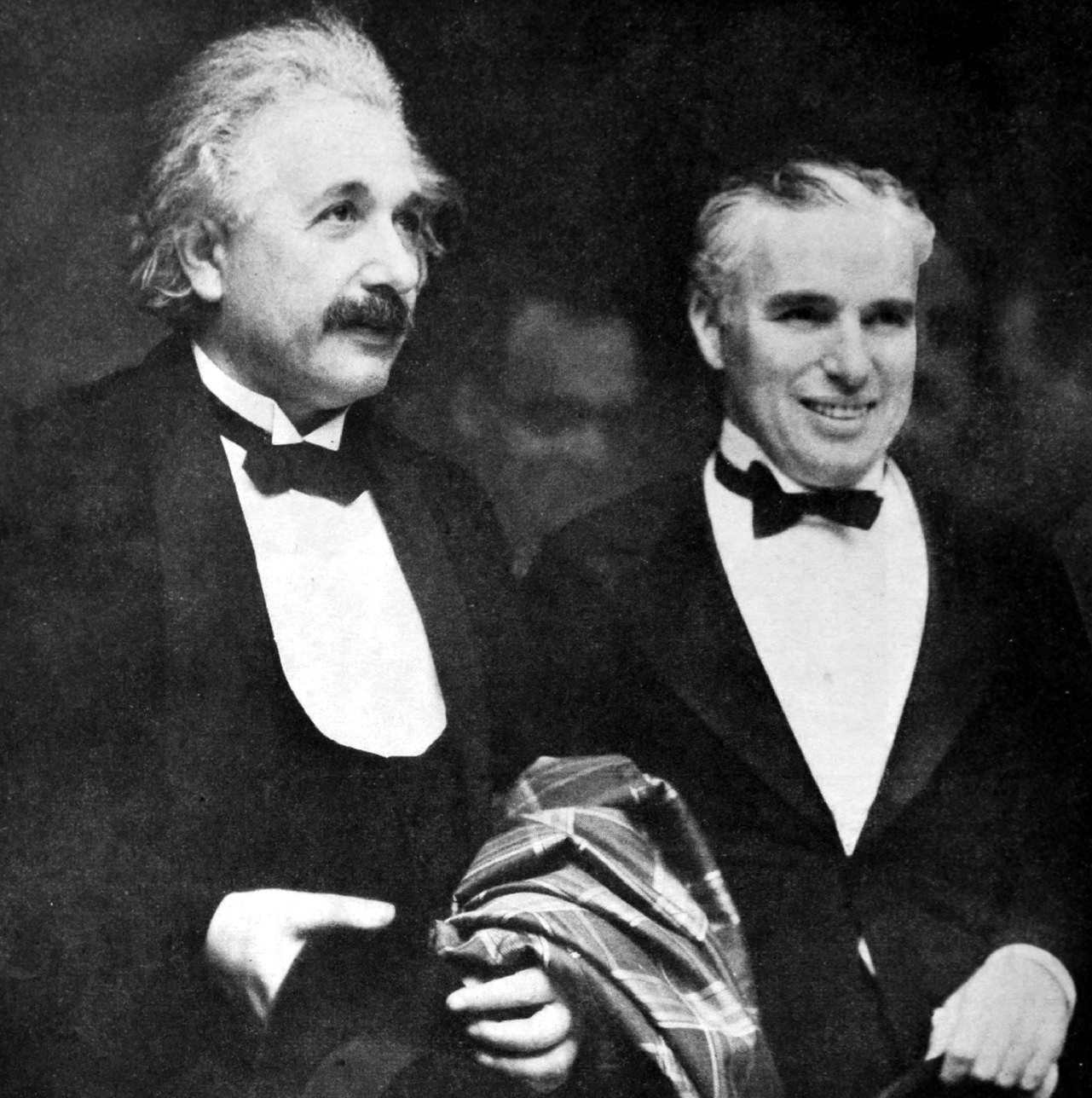
Ейнштейн із Чарлі Чапліном на голлівудській прем'єрі фільму Чапліна «Вогні великого міста», січень 1931

У грудні 1930 року Ейнштейн знову приїхав до США, прийнявши запрошення на дворічну наукову стипендію в Калтеху. Бажаючи уникнути надмірної уваги ЗМІ, Ейнштейн відмовився від усіх запрошень отримати нагороди або виступити з промовами. Ейнштейн прибув до Нью-Йорка, де мер Джиммі Вокер вручив йому символічний ключ від міста, а президент Колумбійського університету Ніколас Батлер назвав Ейнштейна «володарем людського розуму». Звідти Ейнштейн вирушив до Каліфорнії. Його дружба з президентом Калтеху Робертом Міллікеном була складною, бо Міллікен схилявся до патріотичного мілітаризму, тоді як Ейнштейн був переконаним пацифістом. Неприйняття війни зблизило Ейнштейна з письменником Ептоном Сінклером і кінозіркою Чарлі Чапліном, які також були відомими пацифістами. Чаплін запросив Ейнштейна на прем'єру його фільму «Вогні великого міста». На прем'єрі публіка тепло зустріла і Чапліна, і Ейнштейна. Чаплін жартував, що його вітають, бо всі його розуміють, а Ейнштейна — бо ніхто його не розуміє.

### Еміграція

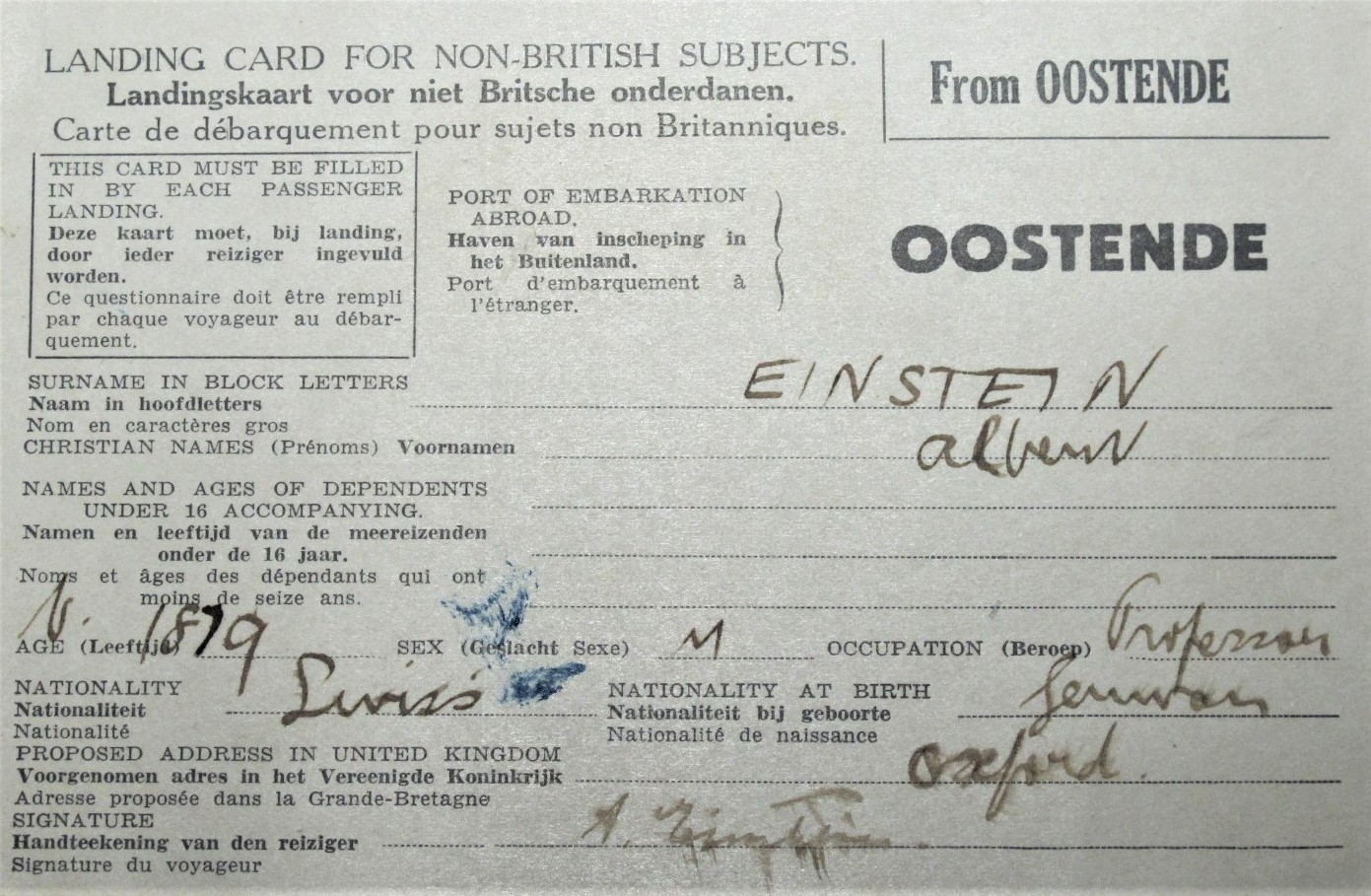
Міграційна картка Ейнштейна при його прибутті 26 травня 1933 року до Дувра (Англія) з Остенде (Бельгія) дорогою до Оксфорда

У лютому 1933 року, перебуваючи з візитом у США, Ейнштейн зрозумів, що не зможе повернутися до Німеччини через прихід до влади нацистів на чолі з новим канцлером Німеччини Адольфом Гітлером. У лютому й березні 1933 року Гестапо провело кілька обшуків у берлінській квартирі Ейнштейна. Також нацистська влада конфіскувала особистий вітрильник Ейнштейна. 28 березня, щойно прибувши до Антверпена в Бельгії, Ейнштейн негайно вирушив до німецького консульства, де здав свій паспорт і офіційно відмовився від німецького громадянства. Пізніше нацисти продали його човен, а будинок перетворили на табір Гітлер'югенд. У квітні 1933 року німецький уряд ухвалив закони, які забороняли євреям обіймати будь-які офіційні посади, зокрема й викладати в університетах. За місяць по тому Німецький студентський союз став спалювати праці Ейнштейна. Один із німецьких журналів вніс Ейнштейна до списку ворогів режиму з приписом «ще не повішений» і оголосив винагороду в 5000 доларів за його голову. Філіпп Ленард, ідеолог «Німецької фізики», оголошував Ейнштейна «найважливішим прикладом небезпечного впливу єврейських кіл на вивчення природи», а його теорії оголошував «математичною балаканиною, складеною зі старих відомостей і довільних добавок». Ейнштейн відмовився від членства в Прусській і Баварській академіях наук і припинив спілкування з ученими, що залишилися в Німеччині — зокрема, з Максом Планком, патріотизм якого зачіпали різкі антинацистські заяви Ейнштейна.

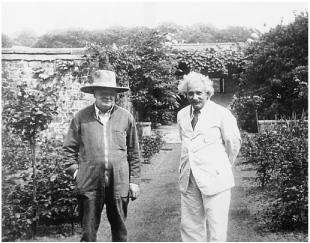
Вінстон Черчилль та Ейнштейн у маєтку Чартвел, 31 травня 1933 року

Ейнштейн не знав, де далі житиме й працюватиме, і водночас переймався долею науковців, які ще залишалися в Німеччині. Кілька місяців він прожив у Бельгії, а наприкінці липня 1933 року на пів року переселився до Англії. Знайомий Ейнштейна, депутат британського парламенту Олівер Локер-Лемпсон допоміг йому знайти відлюдний дерев'яний будиночок в Ротон-Гіті в графстві Норфолк, найняв для Ейнштейна двох охоронців й організував зустріч Ейнштейна з провідними британськими політиками — Вінстоном Черчиллем, Остіном Чемберленом, Ллойдом Джорджем. Ейнштейн закликав їх сприяти евакуації єврейських науковців з Німеччини. Черчилль негайно відправив до Німеччини свого друга, фізика Фредеріка Ліндемана, щоб знайти єврейських науковців і влаштувати їх у британських університетах. На думку Черчилля, вигнання євреїв з Німеччини допомогло союзникам здобути технологічну перевагу над нею. Згодом Ейнштейн звернувся з подібним проханням до лідерів інших країн. Зокрема, у вересні 1933 року він написав листа прем'єр-міністру Туреччини Ісмету Іненю, і зрештою понад 1000 єврейських науковців з Німеччини знайшли притулок у Туреччині. Локер-Лемпсон також подав до парламенту законопроєкт про надання Ейнштейну британського громадянства й інший законопроєкт про підтримку єврейського громадянства в Палестині, оскільки в інших країнах євреям відмовляли у громадянстві. Парламент відхилив обидва законопроєкти, й Ейнштейн вирішив переселитись до США, прийнявши пропозицію Інституту перспективних досліджень у Принстоні стати там постійним науковим співробітником.

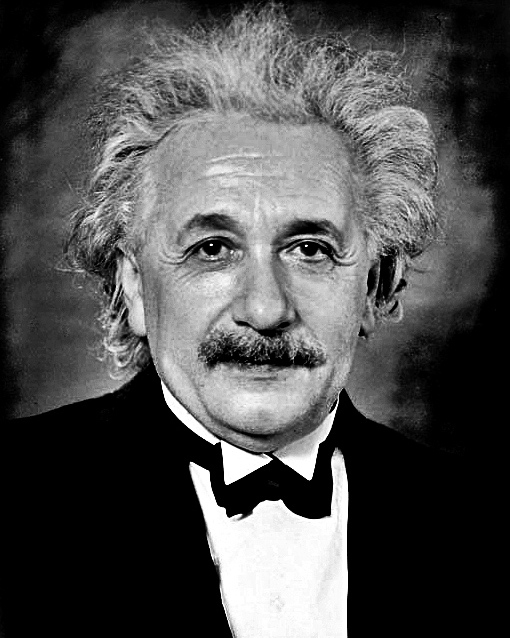
Портрет Ейнштейна, зроблений 1935 року в Принстоні

У жовтні 1933 року Ейнштейн переїхав до США, які стали притулком для багатьох вчених, що рятувалися від переслідувань у нацистській Німеччині. Він усе ще сумнівався у своєму майбутньому і розглядав запрошення від кількох європейських університетів, але 1935 року вирішив залишитися в США назавжди та подати заяву на громадянство. Зв'язок Ейнштейна з Інститутом перспективних досліджень тривав до його смерті 1955 року. Більшу частину останніх років свого життя Ейнштейн присвятив безуспішним пошукам теорії об'єднання фізики. Причинами невдачі Ейнштейна в цих пошуках Стівен Гокінг вважав те, що в ті часи ще було надто мало відомо про ядерні сили, і що «Ейнштейн відмовлявся вірити в реальність квантової механіки, попри важливу роль, яку він відіграв у її розвитку».

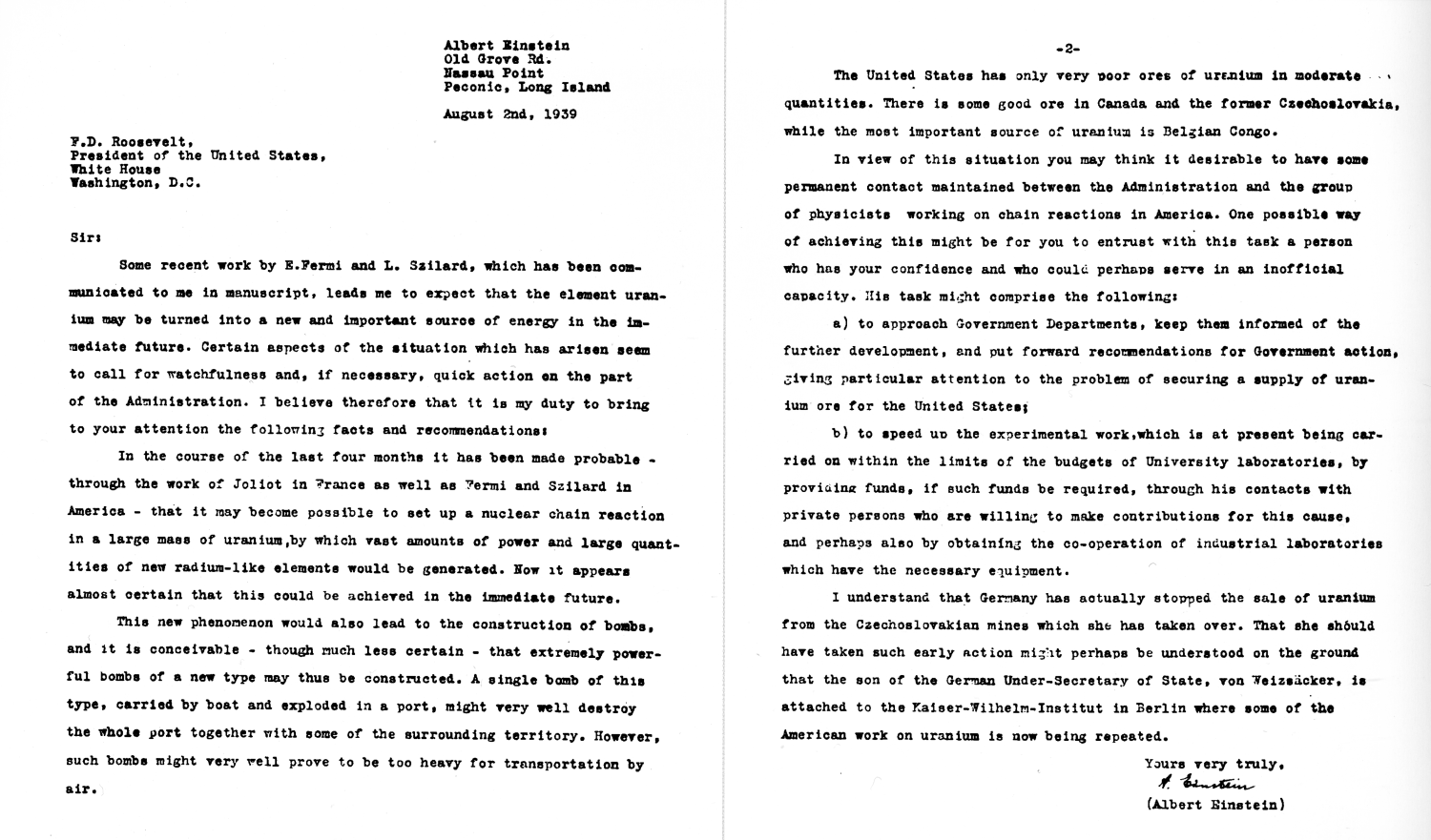
Факсиміле листа Ейнштейна — Сіларда

У грудні 1936 року від хвороби серця померла друга дружина Ейнштейна, Ельза. Трьома місяцями раніше у Цюриху помер його давній друг Марсель Гроссман. Самотність Ейнштейна розраджували сестра Майя, падчерка Марго (дочка Ельзи від першого шлюбу), секретарка Еллен Дюкас, кіт Тигр і білий тер'єр Чико.

У 1939 році група угорських науковців, серед яких був фізик-емігрант Лео Сілард, намагалася попередити Вашингтон про дослідження нацистами атомної бомби, але американська влада спочатку ігнорувала їхні застереження. У липні 1939 року, за кілька місяців до початку Другої світової війни, Сілард і Вігнер відвідали Ейнштейна, щоб пояснити йому можливість створення атомної бомби — про що той, як пацифіст, раніше навіть не замислювався. Його попросили підтримати ініціативу, підписавши разом із Сілардом лист до президента Франкліна Рузвельта з рекомендацією звернути увагу на ситуацію та розпочати дослідження ядерної зброї. Цей лист вважають одним із головних поштовхів до того, щоб США розпочали серйозні дослідження в галузі ядерної зброї, які призвели до Мангеттенського проєкту. Підписання цього листа могли суперечити пацифістським переконанням Ейнштейна, і за рік до смерті він зізнався своєму давньому другу Лайнусу Полінгу: «Я зробив одну велику помилку у своєму житті — коли підписав листа до президента Рузвельта з рекомендацією створити атомну бомбу; але на те були певні підстави — небезпека, що німці створять її першими…». У 1955 році Ейнштейн і ще десять науковців та інтелектуалів, підписали так званий маніфест Расселла — Ейнштейна, що попереджав про небезпеку ядерної зброї.

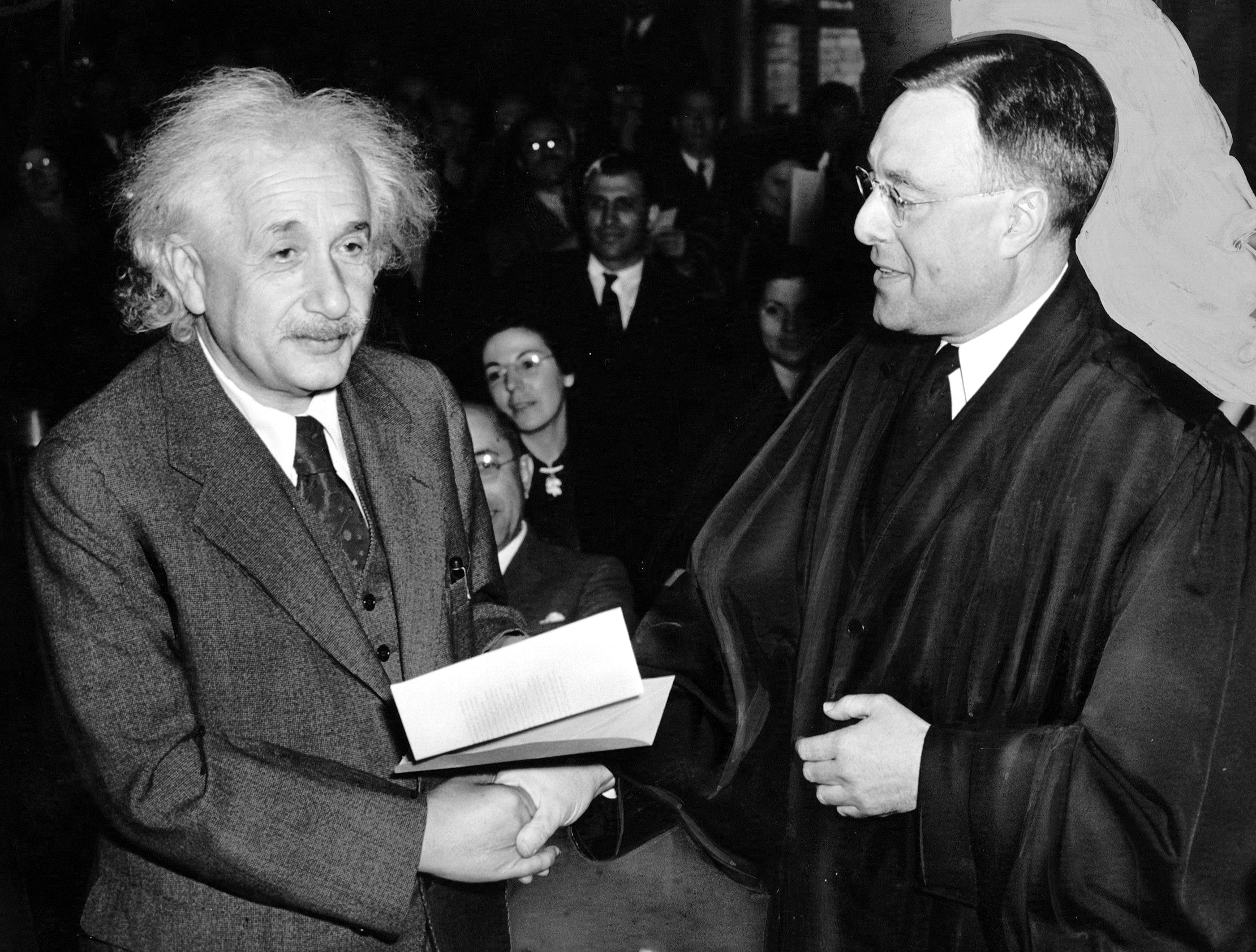
Ейнштейн отримує сертифікат про громадянство США від судді Філіпа Формана у 1940 році

1940 року Ейнштейн став громадянином США. Він схвально відгукувався про меритократичну культуру США, яка визнає «право особистості говорити й думати так, як вона вважає за потрібне», без соціальних обмежень. Ейнштейн приєднався до Національної асоціації сприяння прогресу кольорового населення й виступав на підтримку руху за громадянські права афроамериканців, вважаючи расизм «найгіршою хворобою Америки», яка «передається з покоління в покоління». Він листувався з афроамериканським активістом Вільямом Дюбойсом, а 1951 року, коли Дюбойса звинуватили у зв'язках з іноземними агентами, Ейнштейн запропонував виступити свідком на його захист, після чого суддя вирішив припинити справу. 1946 року Ейнштейн відвідав Університет Лінкольна, історично чорний коледж, здобувши там почесний ступінь і виступивши із промовою про расизм в Америці. Ейнштейн казав: «Як єврей, я, можливо, краще розумію й співпереживаю тим, хто зазнає дискримінації, зокрема й чорношкірим». Коли 1937 року Маріан Андерсон, відома афроамериканська контральто, приїхала до Принстона з концертом і готель відмовив їй у поселенні, Ейнштейн запросив її зупинитись у своєму будинку, після чого вона зупинялась у нього щоразу, востаннє — за два місяці до його смерті.

### Смерть
17 квітня 1955 року Ейнштейн зазнав внутрішньої кровотечі внаслідок розриву аневризми черевної аорти, яку Рудольфом Ніссеном хірургічно укріпив у 1948 році. Він узяв із собою до лікарні чернетку промови, яку готував для телевізійного виступу з нагоди сьомої річниці створення Ізраїлю, проте не встиг її завершити.
Ейнштейн відмовився від хірургічного втручання, сказавши: «Я хочу піти тоді, коли сам захочу. Несмак — штучно підтримувати життя. Я зробив своє; час іти. Я зроблю це гідно». Він помер у Принстонській лікарні вранці наступного дня у віці 76 років, продовжуючи працювати майже до самого кінця.
Під час розтину патологоанатом Томас Столц Гарві без згоди родини вилучив мозок Ейнштейна для збереження — з надією, що в майбутньому нейронаука зможе з'ясувати, що зробило його таким розумним. Тіло Ейнштейна кремували в Трентоні (штат Нью-Джерсі), а його прах розвіяли в невідомому місці.
Ейнштейн заповів свої особисті архіви, бібліотеку й інтелектуальну спадщину Єврейському університету в Єрусалимі.

## Переконання

### Політичні погляди

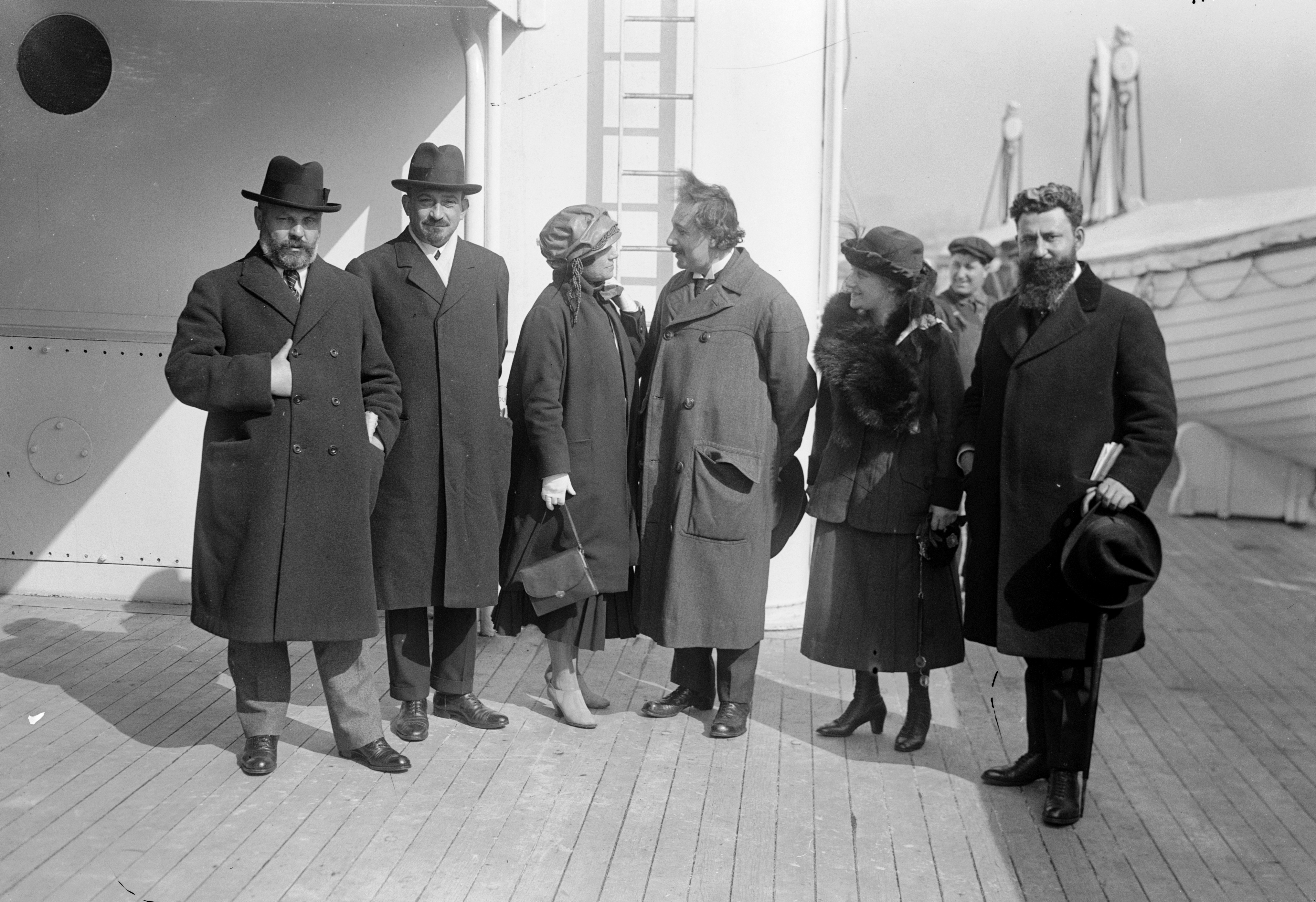
Альберт Ейнштейн і Ельза Ейнштейн прибувають до Нью-Йорка у 1921 році. Їх супроводжують сіоністські лідери Хаїм Вейцман (майбутній президент Ізраїлю), його дружина Віра Вейцман, Менахем Усишкін та Бен-Ціон Моссінсон.

Альберт Ейнштейн був переконаним демократичним соціалістом, гуманістом, пацифістом і антифашистом. Авторитет Ейнштейна, досягнутий завдяки його революційним відкриттям у фізиці, дозволяв ученому активно впливати на суспільно-політичні перетворення в світі.
У 1918 році Ейнштейн підписав установчий маніфест Німецької демократичної партії, що була ліберальною політичною силою. Згодом у своїх поглядах Ейнштейн схилявся до соціалізму і критикував капіталізм, що відображено у його працях, зокрема в есе «Чому соціалізм?».
Його ставлення до більшовиків також змінювалося з часом. У 1925 році він критикував їх за відсутність «належно впорядкованої системи управління» та назвав їхнє правління «режимом терору та трагедією в історії людства». Пізніше він зайняв більш стриману позицію, засуджуючи їхні методи, але висловлюючи повагу. Це видно з його висловлювання 1929 року про Володимира Леніна: «У Леніні я вшановую людину, яка цілком пожертвувала собою задля втілення соціальної справедливості. Я не вважаю його методи доцільними. Але одне є певним: такі люди, як він — це охоронці та оновлювачі сумління людства».
Ейнштейна неодноразово запрошували висловлювати судження та думки з питань, не пов'язаних із теоретичною фізикою чи математикою. Він рішуче підтримував ідею демократичного світового уряду, який би стримував владу національних держав у межах федерації світу. Він писав: «Я виступаю за світовий уряд, тому що переконаний: іншого способу усунути найжахливішу загрозу, перед якою будь-коли опинялося людство, не існує».
ФБР створило секретне досьє на Ейнштейна ще у 1932 році. На момент його смерті воно налічувало 1427 сторінок.

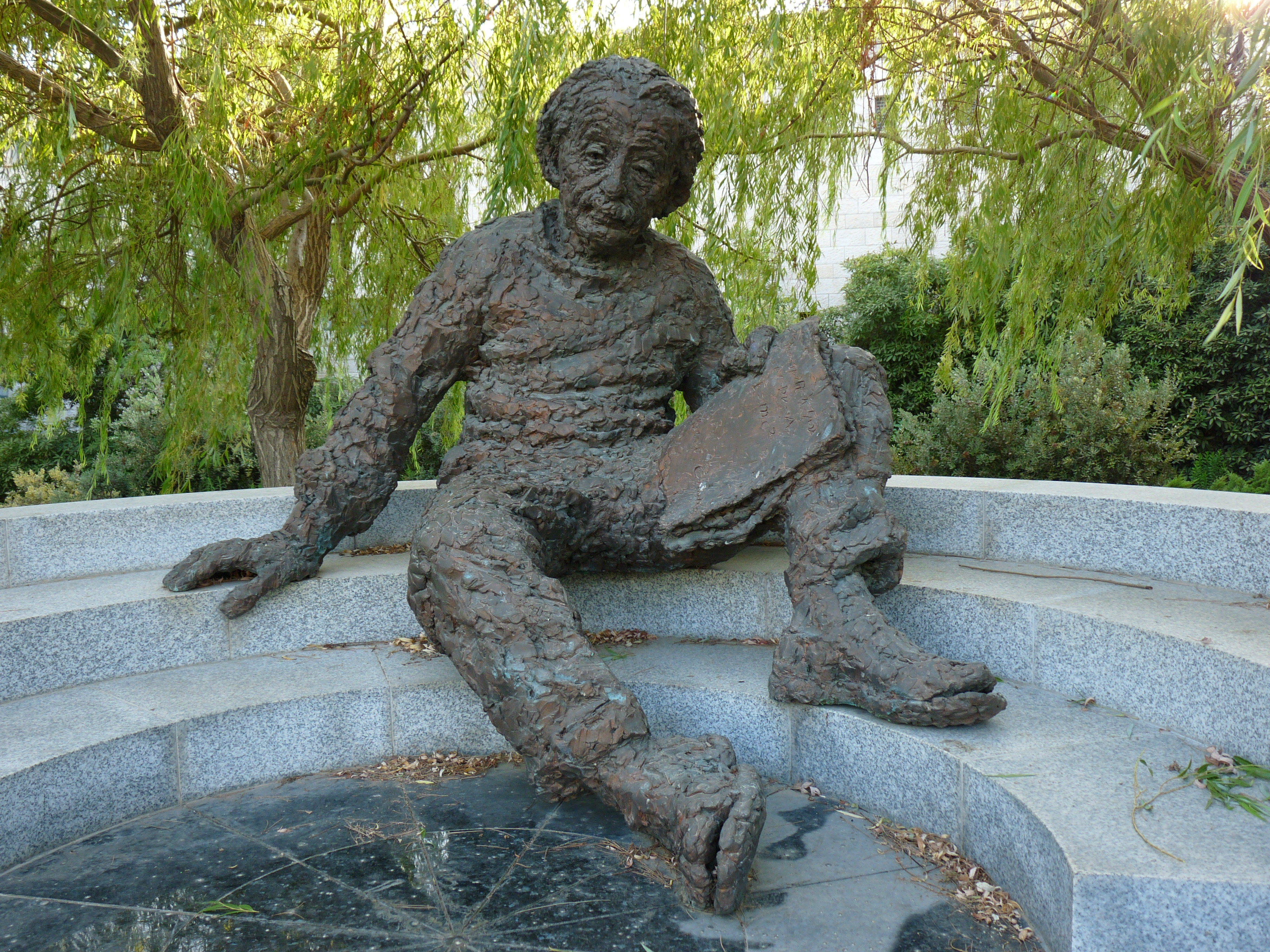
Статуя Альберта Ейнштейна в Ізраїльській академії природничих і гуманітарних наук.

Ейнштейн був символічним лідером у створенні Єврейського університету в Єрусалимі, який відкрився у 1925 році. Раніше, у 1921 році, біохімік і президент Всесвітньої сіоністської організації Хаїм Вейцман попросив Ейнштейна допомогти зі збором коштів для майбутнього університету. Він запропонував створити Інститут сільського господарства, Хімічний інститут і Інститут мікробіології для боротьби з епідеміями, зокрема з малярією. Також він підтримував створення Інституту сходознавства, де мали викладатися мови як івритом, так і арабською.
Ейнштейн не був націоналістом і виступав проти створення незалежної єврейської держави. Він вважав, що хвилі єврейської алії можуть співіснувати з існуючим арабським населенням у Палестині. Держава Ізраїль була заснована у 1948 році без його участі; роль Ейнштейна в сіоністському русі була незначна. Після смерті президента Ізраїлю Вейцмана в листопаді 1952 року прем'єр-міністр Давид Бен-Гуріон за наполяганням Езріеля Карлебаха запропонував Ейнштейну переважно церемоніальну посаду президента Ізраїлю. Пропозицію передав посол Ізраїлю у Вашингтоні Абба Евен, який пояснив, що ця пропозиція «втілює найглибшу повагу, яку єврейський народ може виявити до будь-кого зі своїх синів». Ейнштейн написав, що був «глибоко зворушений», але «водночас засмучений і соромився», що не може її прийняти.

### Релігійні погляди
Ейнштейн виклав свої духовні погляди в численних творах і інтерв'ю. Він висловлював симпатію до безособового пантеїстичного Бога з філософії Баруха Спінози. Він не вірив у особистого Бога, який цікавиться долями та вчинками людей, називаючи таку віру наївною. Утім, він уточнював, що він не атеїст, і радше називав себе агностиком або ж «глибоко релігійним невіруючим». Він писав: «У законах Всесвіту проявляється дух — дух, що значно перевершує людський, і перед яким ми зі своїми скромними силами маємо відчувати смиренність. У цьому сенсі прагнення до науки породжує своєрідне релігійне почуття».
Ейнштейн здебільшого належав до світських гуманістичних та етично-культурних організацій у Великій Британії та США. Він входив до дорадчої ради Першого гуманістичного товариства Нью-Йорка та був почесним членом Раціоналістичної асоціації.
У листі до філософа Еріка Гуткінда від 3 січня 1954 року Ейнштейн писав:
|  | Слово «Бог» для мене — не більше ніж вираз і продукт людських слабкостей, а Біблія — збірка гідних поваги, але все ж примітивних легенд, які, попри все, доволі дитячі. Жодна інтерпретація, якою б витонченою вона не була, (для мене) цього не змінює. ... Єврейська релігія, як і всі інші, є втіленням найінфантильніших забобонів. А єврейський народ, до якого я охоче належу і з ментальністю якого маю глибоку спорідненість, не має для мене жодних відмінностей порівняно з іншими народами. ... Я не бачу в них нічого «обраного». |

Ейнштейн прихильно ставився до вегетаріанства. У листі 1930 року до Германа Гута, віцепрезидента Німецького вегетаріанського союзу, він писав: «Хоча зовнішні обставини заважали мені суворо дотримуватись вегетаріанської дієти, я вже давно є прибічником цієї справи в принципі. Окрім естетичних та моральних міркувань, я вважаю, що вегетаріанський спосіб життя завдяки чисто фізичному впливу на людський темперамент найбільш сприятливо вплинув би на долю людства». Він сам став вегетаріанцем лише наприкінці життя. У березні 1954 року він писав у листі: «Отже, я живу без жирів, м'яса та риби — і почуваюся цілком добре. Мені майже здається, що людина не була народжена хижаком».

### Любов до музики

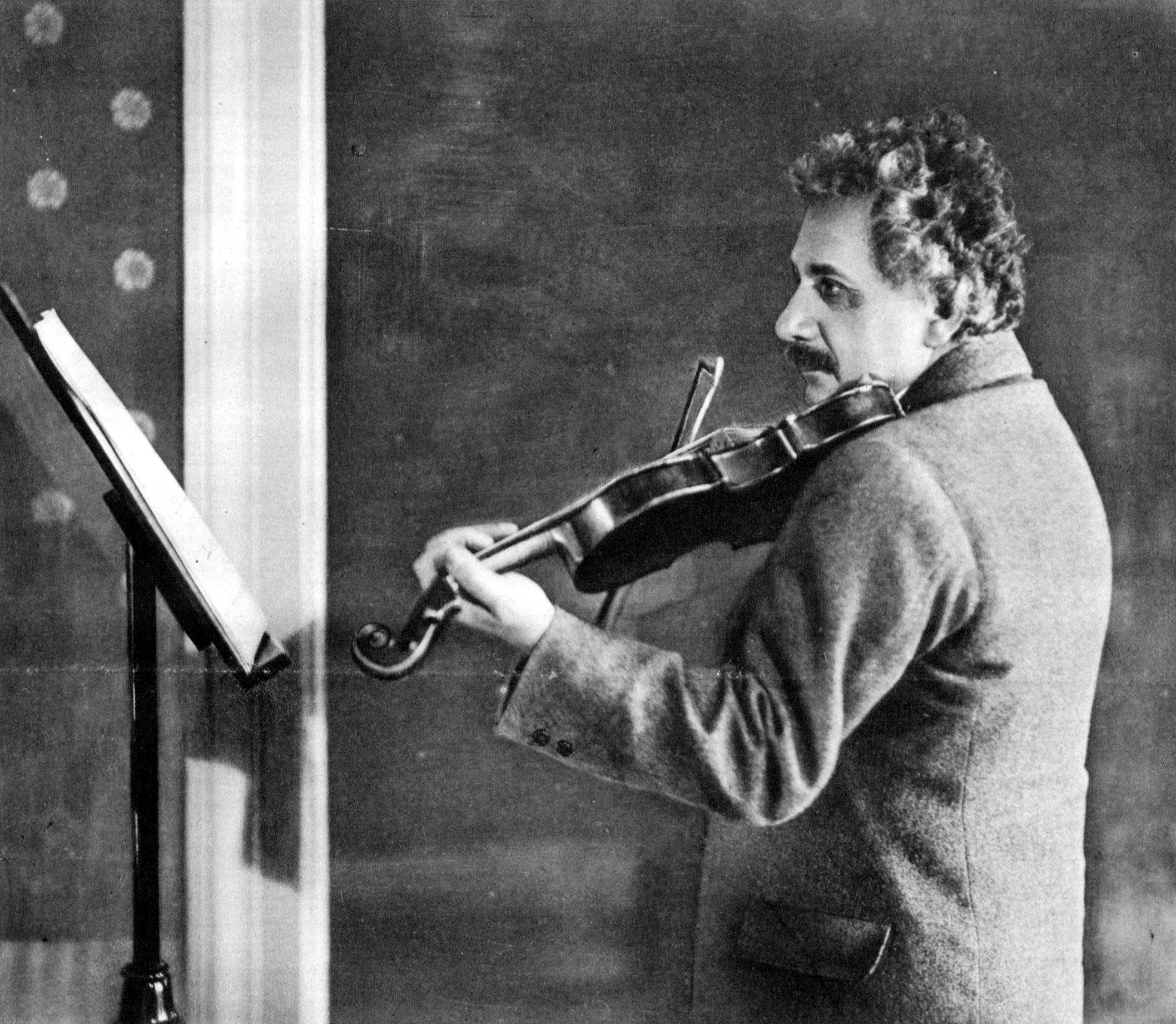
Ейнштейн грає на скрипці, 1927

Ейнштейн змалку любив музику. Пізніше у щоденниках він писав: «Якби я не був фізиком, я, ймовірно, став би музикантом. Я часто думаю музикою. Я живу своїми мріями у музиці. Я бачу своє життя в категоріях музики … Найбільшу радість у житті мені приносить саме музика». Навчаючись грі на скрипці з ініціативи матері, Ейнштейн почав грати у п'ятирічному віці, але спершу це не приносило йому задоволення. У 13 років він відкрив для себе скрипкові сонати Моцарта, після чого захопився творами Моцарта і став охочіше займатись музикою. Ейнштейн навчився грати самостійно, «ніколи не займаючись систематично». Він стверджував, що «любов — кращий учитель, ніж обов'язок». У 17 років шкільний екзаменатор в Аарау почув, як він грає скрипкові сонати Бетговена і сказав, що гра Ейнштейна була «надзвичайною і свідчила про 'глибоке розуміння'». Як зазначає Ботстайн, екзаменатора вразило те, що «Ейнштейн виявляв глибоку любов до музики — якість, яка тоді була рідкісною і залишається такою досі. Музика мала для цього учня особливе значення».
Із того часу музика стала важливою й постійною частиною життя Ейнштейна. Хоча він ніколи не прагнув стати професійним музикантом, серед тих, з ким він грав камерну музику, були й професіонали, зокрема Курт Аппельбаум. Ейнштейн часто виступав для друзів і на приватних вечорах. Камерна музика також стала частиною його соціального життя в Берні, Цюриху та Берліні, де він грав, зокрема, з Максом Планком та його сином. Його іноді помилково вважають редактором видання каталогу Кехеля творів Моцарта 1937 року; насправді його підготував Альфред Ейнштейн, який, можливо, був його далеким родичем. З усіх композиторів Ейнштейн особливо любив Моцарта й казав, що «музика Моцарта настільки чиста, що, здається, вона завжди існувала у Всесвіті».
У 1931 році, працюючи в Калтеху, він відвідав консерваторію родини Целльнерів у Лос-Анджелесі, де виконував твори Бетховена й Моцарта разом із членами квартету Целльнерів. Наприкінці життя, коли до нього в Принстон завітав молодий квартет Джульярд, він грав із ними на скрипці, і музиканти були «вражені рівнем координації та інтонації Ейнштейна».

### Ейнштейн і Україна
Український науковець Іван Пулюй у 1892 році першим опублікував схему-опис трубки, що випромінює Х-промені, але у 1901 році Нобелівську премію за винайдення Х-променів було присуджено Вільгельму Рентгену. Альберт Ейнштейн, який був давнім приятелем Пулюя, нібито так прокоментував цю подію у своєму листі до нього: 
|  | Не можу Вас нічим утішити: що сталося — не змінити. Хай залишається при Вас сатисфакція, що й Ви вклали свою частку в епохальне відкриття. Хіба цього мало? А коли на тверезий розум, то все має логіку. Хто стоїть за Вами, русинами, — яка культура, які акції? Прикро Вам це слухати, та куди дінешся від своєї долі? А за Рентгеном — уся Європа . |

На процесі Самуїла Шварцбарда, який убив Симона Петлюру, Альберт Ейнштейн заступався за Шварцбарда і був на його боці.
Ейнштейн був дійсним членом Наукового товариства імені Шевченка.

## Наукові результати
Протягом життя Ейнштейн опублікував сотні книг і статей. Загалом він надрукував понад 300 наукових праць і близько 150 — ненаукового характеру. 5 грудня 2014 року університети та архіви оголосили про видання його праць, що охоплює понад 30 000 унікальних документів. Окрім власних досліджень, Ейнштейн співпрацював з іншими науковцями над додатковими проєктами, зокрема над статистикою Бозе — Ейнштейна, холодильником Ейнштейна та іншими.

### Статистична механіка

#### Термодинамічні флуктуації та статистична фізика
Перша стаття Ейнштейна, подана 1900 року до журналу «Annalen der Physik», була присвячена капілярним явищам. Вона вийшла 1901 року під назвою «Висновки з капілярних явищ» (нім. Folgerungen aus den Capillaritätserscheinungen). Дві наступні статті, опубліковані у 1902—1903 роках, присвячені термодинаміці, містили спроби інтерпретації атомних явищ із статистичної точки зору. Саме вони стали підґрунтям для його праці 1905 року про Броунівський рух, яка доводила, що броунівський рух є надійним свідченням існування молекул. У дослідженнях 1903 та 1904 років Ейнштейн зосередився переважно на впливі скінченних розмірів атомів на дифузійні процеси.

#### Теорія критичної опалесценції
Ейнштейн знову звернувся до проблеми термодинамічних флуктуацій, розглядаючи зміни густини рідини в околі критичної точки. Зазвичай флуктуації густини визначаються другою похідною вільної енергії за густиною. У критичній точці ця похідна дорівнює нулю, що призводить до значних флуктуацій. Наслідком таких флуктуацій є розсіювання світла всіх довжин хвиль, через що рідина набуває молочно-білого кольору. Ейнштейн пов'язав це явище з релеївським розсіюванням, яке виникає тоді, коли розміри флуктуацій набагато менші за довжину хвилі, і яке, зокрема, пояснює, чому небо блакитне. Ейнштейн кількісно вивів критичну опалесценцію, базуючись на аналізі флуктуацій густини, і показав, що як сама опалесценція, так і релеївське розсіювання мають своє походження в атомістичній природі матерії.

### 1905— статті «Annus Mirabilis»
Статті «Annus Mirabilis» — це чотири наукові праці, що стосуються фотоелектричного ефекту (який став основою для квантової теорії), броунівського руху, спеціальної теорії відносності та формули E = mc2, які Ейнштейн опублікував у 1905 році в науковому журналі «Annalen der Physik». Ці чотири праці суттєво вплинули на становлення сучасної фізики та змінили уявлення про простір, час і матерію.
| Назва (переклад)                                                                                        | Тематика                        | Подана     | Надрукована  | Значення |
| --- | ------------------------------- | ---------- | ------------ | --- |
| «Про евристичну точку зору щодо утворення і перетворення світла»                                        | Фотоефект                       | 18 березня | 9 червня     | Розв'язав нерозв'язану на той час проблему, запропонувавши, що енергія передається лише дискретними порціями (квантами). Ця ідея стала вирішальною для раннього розвитку квантової теорії.                                                                    |
| «Про рух частинок, підвішених у стаціонарній рідині, відповідно до молекулярно-кінетичної теорії тепла» | Броунівський рух                | 11 травня  | 18 липня     | Надав емпіричні докази атомної теорії, підтвердивши застосовність статистичної фізики. |
| «До електродинаміки рухомих тіл»                                                                        | Спеціальна теорія відносності   | 30 червня  | 26 вересня   | Узгодив рівняння Максвелла для електрики та магнетизму із законами механіки, запропонувавши зміни до механіки, що ґрунтувалися на аналізі емпіричних даних про незалежність швидкості світла від руху спостерігача. Спростував поняття «світлоносного ефіру». |
| «Чи залежить інерція тіла від вмісту в ньому енергії?»                                                  | Еквівалентність маси та енергії | 27 вересня | 21 листопада | Еквівалентність матерії та енергії, формула, E = mc2, існування «енергії спокою» та основа ядерної енергетики |

### Спеціальна теорія відносності
Стаття Ейнштейна «До електродинаміки рухомих тіл» була подана в журнал 30 червня 1905 року й опублікована 26 вересня того ж року. У цій роботі Ейнштейн узгодив суперечності між рівняннями Максвелла (закони електрики й магнетизму) і законами ньютонівської механіки шляхом внесення змін до останніх. Експериментально ефекти цих змін найпомітніші при великих швидкостях (коли тіла рухаються зі швидкостями, близькими до швидкості світла). Теорія, викладена в цій статті, пізніше отримала назву спеціальної теорії відносності Ейнштейна.
У цій роботі передбачалося, що годинник, який рухається відносно спостерігача, буде, з точки зору спостерігача, йти повільніше, а саме тіло буде вкорочуватись у напрямку руху. Також у статті обґрунтовувалася непотрібність світлоносного ефіру — одного з основних теоретичних уявлень у тогочасній фізиці.
У своїй роботі про Еквівалентність маси й енергії Ейнштейн вивів рівняння E = mc2 як наслідок рівнянь спеціальної теорії відносності. Робота Ейнштейна 1905 року про теорію відносності залишалася суперечливою протягом багатьох років, але була визнана провідними фізиками, починаючи з Макса Планка.
Спочатку Ейнштейн викладав спеціальну теорію відносності в термінах кінематики (вивчення руху тіл). У 1908 році Герман Мінковський переосмислив спеціальну теорію відносності в геометричних термінах як теорію простору-часу. Ейнштейн прийняв формалізм Мінковського у своїй загальній теорії відносності 1915 року.

### Загальна теорія відносності

#### Загальна теорія відносності та принцип еквівалентності

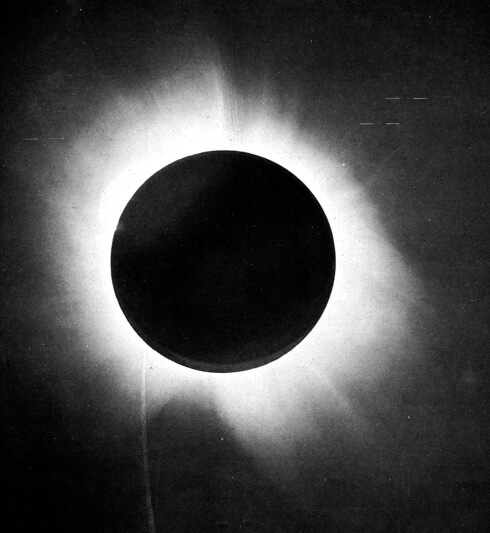
Еддінгтон сфотографував Сонячне затемнення

Загальна теорія відносності — це теорія гравітації, яку Ейнштейн розробив у період з 1907 до 1915 року. Відповідно до неї, спостережуване гравітаційне притягання між масами є наслідком викривлення простору-часу цими масами. Загальна теорія відносності стала основним інструментом сучасної астрофізики; вона заклала підґрунтя для нинішнього розуміння чорних дір — областей простору, в яких гравітація настільки сильна, що навіть світло не може їх покинути.
Як пізніше зазначав Ейнштейн, мотивом для створення загальної теорії відносності було узагальнення спеціальної теорії відносності на випадок неінерційних рухів. У 1907 році він опублікував статтю про прискорення у межах спеціальної теорії відносності. У статті під назвою «Про принцип відносності та висновки з нього» він стверджував, що вільне падіння — це фактично інерціальний рух, і що для спостерігача, який вільно падає, мають діяти закони спеціальної теорії відносності. Цей аргумент отримав назву принципу еквівалентності. У тій самій роботі Ейнштейн також передбачив явища гравітаційного уповільнення часу, гравітаційного червоного зміщення та гравітаційного лінзування.
У 1911 році Ейнштейн опублікував ще одну статтю — «Про вплив гравітації на поширення світла», у якій розвинув ідеї статті 1907 року та оцінив величину відхилення світла масивними тілами. Таким чином, вперше з'явилася можливість експериментальної перевірки теоретичних передбачень загальної теорії відносності.

#### Гравітаційні хвилі
У 1916 році Ейнштейн передбачив існування гравітаційних хвиль — хвилеподібних збурень кривини простору-часу, які випромінюються прискорено рухомими тілами й несуть енергію. Існування гравітаційних хвиль є можливим у межах загальної теорії відносності завдяки її лоренц-інваріантності, яка передбачає скінченну швидкість поширення гравітаційної взаємодії. Для порівняння, у ньютонівській теорії гравітації гравітаційні хвилі неможливі, оскільки взаємодія передається миттєво.
Перше — непряме — підтвердження існування гравітаційних хвиль було отримано в 1970-х роках під час спостережень за тісною парою нейтронних зір — PSR B1913+16. Зменшення їхнього орбітального періоду пояснюється тим, що система випромінює гравітаційні хвилі. А 11 лютого 2016 року вчені з LIGO опублікували повідомлення про перше пряме спостереження гравітаційних хвиль, зафіксованих на Землі 14 вересня 2015 року — майже через сто років після їхнього теоретичного передбачення.

#### Ентвурф-теорія
Під час розробки загальної теорії відносності Ейнштейн заплутався в питанні калібрувальної інваріантності теорії. Він сформулював аргумент, який змусив його дійти висновку, що побудова повністю загальнорелятивістської теорії поля неможлива. Тому він відмовився від пошуків повністю коваріантних тензорних рівнянь і почав шукати рівняння, інваріантні лише щодо загальних лінійних перетворень.
У червні 1913 року результатом цих досліджень стала теорія Entwurf («нарис»). Як випливає з назви, це був лише ескіз теорії — менш елегантна та складніша за загальну теорію відносності, з рівняннями руху, доповненими додатковими калібрувальними умовами. Після понад двох років інтенсивної праці Ейнштейн усвідомив, що цей підхід був помилковим і відмовився від цієї теорії в листопаді 1915 року.

#### Фізична космологія

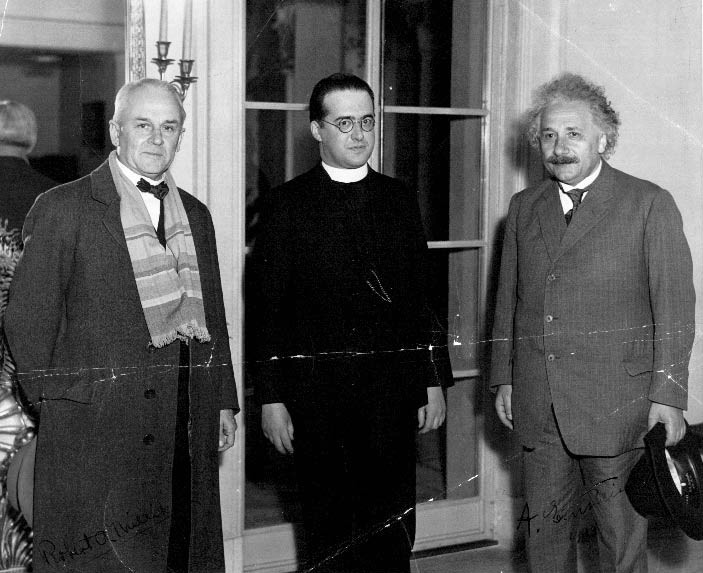
Роберт А. Міллікен, Жорж Леметр та Ейнштейн у Калтеху, січень 1933 року

У 1917 році Ейнштейн застосував загальну теорію відносності до структури Всесвіту в цілому. Він виявив, що розв'язок рівнянь загальної теорії відносності передбачає динамічний Всесвіт — такий, що або розширюється, або стискується. Оскільки на той момент спостережних доказів динамічного Всесвіту не існувало, Ейнштейн увів до рівнянь новий член — космологічну сталу, щоб теорія могла передбачати статичний Всесвіт. Модифіковані рівняння описували статичний Всесвіт, що відповідало тодішньому розумінню Ейнштейном принципу Маха. Ця модель отримала назву «світ Ейнштейна» або статичний Всесвіт Ейнштейна.
Після відкриття віддалення галактик Едвіном Габблом у 1929 році Ейнштейн відмовився від своєї статичної моделі Всесвіту та запропонував дві динамічні моделі: Всесвіт Фрідмана — Ейнштейна 1931 року та Всесвіт Ейнштейна — де Сіттера 1932 року. В обох цих моделях Ейнштейн відкидав космологічну сталу, стверджуючи, що вона «в будь-якому разі теоретично незадовільна».
У багатьох біографіях Ейнштейна зазначається, що він згодом назвав космологічну сталу своїм «найбільшим промахом» з посиланням на лист, який за власними спогадами отримав від нього Георгій Гамов. Астрофізик Маріо Лівіо поставив під сумнів достовірність цієї історії.
Наприкінці 2013 року команда на чолі з ірландським фізиком Кормаком О'Райфертейгом виявила свідчення того, що незабаром після ознайомлення з відкриттям Габбла про віддалення галактик, Ейнштейн розглядав теорію стаціонарного Всесвіту. У раніше не поміченому рукописі, ймовірно написаному на початку 1931 року, Ейнштейн досліджував модель розширення Всесвіту, в якій густина речовини залишається сталою завдяки постійному утворенню нової матерії — процесу, який він пов'язував із космологічною сталою. Таким чином, Ейнштейн, імовірно, розглядав теорію стаціонарного Всесвіту за багато років до того, як її запропонували Гойл, Бонді та Голд. Однак модель Ейнштейна мала фундаментальну ваду, тому він швидко від неї відмовився.

#### Псевдотензор енергії-імпульсу
Загальна теорія відносності включає динамічний простір-час, тому виникає складність із формулюванням закону збереження енергії та імпульсу. Теорема Нетер дозволяє визначити ці величини з лагранжіану, якщо існує трансляційна інваріантність, але загальна коваріантність робить таку інваріантність подібною до калібрувальної симетрії. Через це енергія та імпульс, отримані у загальній теорії відносності за методом Еммі Нетер, не утворюють справжнього тензора.
Ейнштейн стверджував, що це має фундаментальну причину: гравітаційне поле можна занулити вибором координат. Він наполягав, що нековаріантний псевдотензор енергії-імпульсу є найкращим описом розподілу енергії та імпульсу в гравітаційному полі. Хоча використання нековаріантних об'єктів, таких як псевдотензори, піддавалося критиці з боку Ервіна Шредінгера та інших, підхід Ейнштейна підтримували багато фізиків, зокрема Лев Ландау та Євген Ліфшиць.

#### Кротовини
У 1935 році Ейнштейн у співпраці з Натаном Розеном запропонував модель кротовини, відому як мости Ейнштейна — Розена. Метою було змоделювати елементарні частинки з електричним зарядом як розв'язки рівнянь гравітаційного поля, відповідно до програми, окресленої у статті «Чи відіграють гравітаційні поля важливу роль у структурі елементарних частинок?». Ці розв'язки створювались шляхом «склеювання» чорних дір Шварцшильда для формування моста між двома ділянками простору-часу. Оскільки ці розв'язки включали кривину простору-часу без присутності фізичного тіла, Ейнштейн і Розен припустили, що це може стати початком теорії, яка уникала б поняття точкових частинок. Проте згодом було встановлено, що мости Ейнштейна — Розена є нестійкими.

#### Рівняння руху

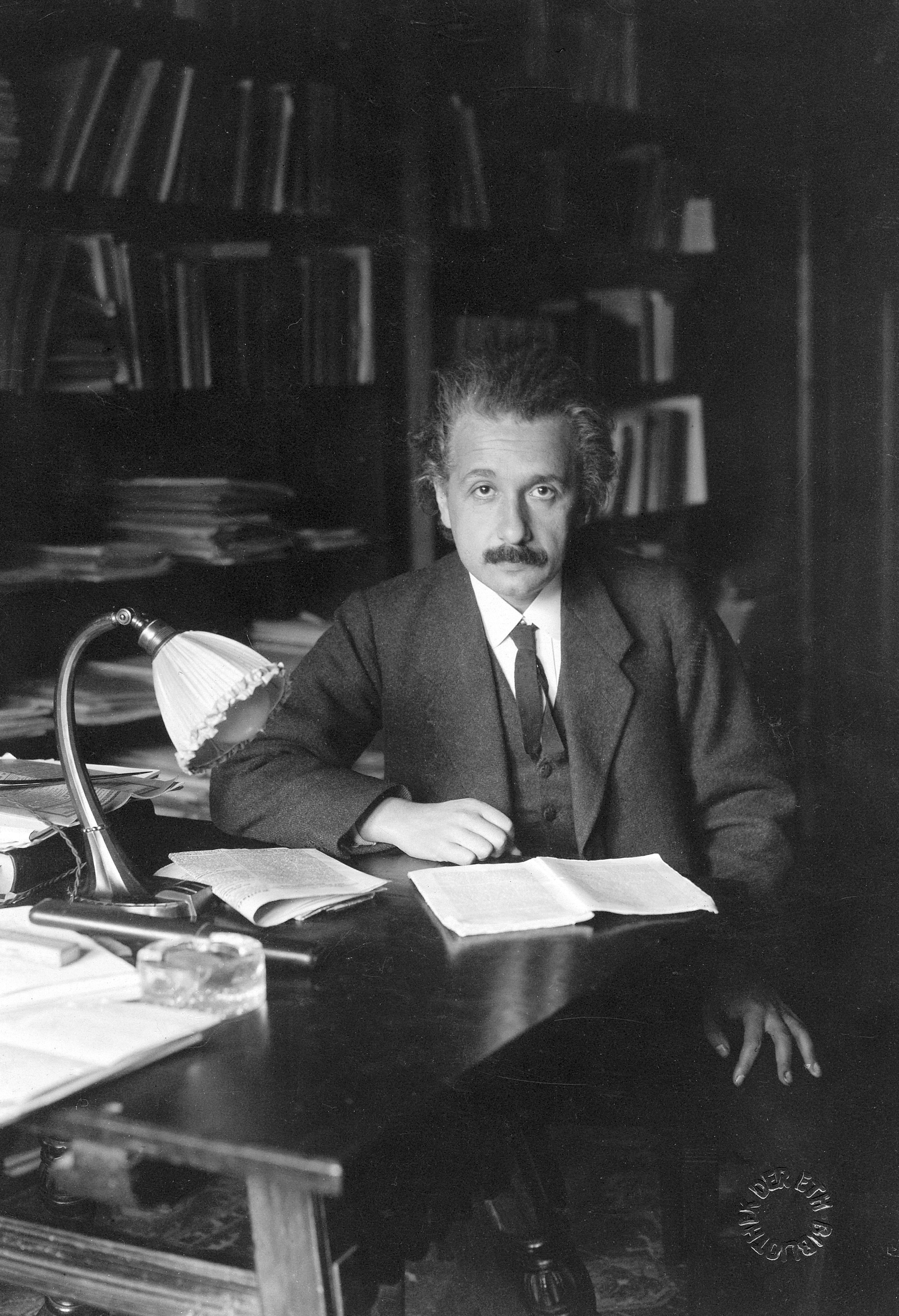
Ейнштейн у своєму кабінеті, Берлінський університет, 1920 рік

У загальній теорії відносності гравітаційна сила інтерпретується як кривина простору-часу. Крива траєкторія, така як орбіта, не є результатом дії сили, що відхиляє тіло від ідеальної прямолінійної траєкторії, а радше спробою тіла вільно падати у просторі-часі, який сам по собі викривлений присутністю інших мас. Вислів Джона Арчибальда Вілера, що став крилатим серед фізиків, узагальнює цю ідею: «Простір-час каже матерії, як рухатися; матерія каже простору-часу, як викривлятися».
Рівняння Ейнштейна описують викривлення простору-часу як реакцію на розподіл матерії та енергії. Рівняння геодезичної натомість описує рух тіл, що вільно падають, — вони слідують геодезичним лініям, тобто максимально прямим шляхам у викривленому просторі-часі. Ейнштейн вважав це «незалежною фундаментальною гіпотезою», яку необхідно було постулювати окремо від польових рівнянь, щоб завершити теорію. Вважаючи це недоліком первісного формулювання загальної теорії відносності, він прагнув вивести рівняння геодезичної безпосередньо з польових рівнянь. Оскільки рівняння загальної теорії відносності є нелінійними, то скупчення енергії, утворене лише гравітаційним полем, наприклад, чорна діра, має рухатися за траєкторією, визначеною самими рівняннями Ейнштейна, без потреби у введенні нового закону. Відповідно, Ейнштейн припустив, що польові рівняння визначають шлях сингулярного розв'язку (як-от чорної діри) як геодезичну лінію. Фізики й філософи неодноразово повторювали твердження, що рівняння геодезичної можна вивести, застосувавши рівняння Ейнштейна до руху гравітаційної сингулярності, однак це твердження залишається предметом дискусій.

### Стара квантова теорія

#### Фотони та кванти енергії

Фотоефект. Падаючі фотони (ліворуч) влучають у металеву пластину (внизу) і вибивають електрони, які летять праворуч.

У своїй праці 1905 року Ейнштейн висунув припущення, що світло складається з локалізованих частинок (квантів). Світлові кванти Ейнштейна були майже одностайно відкинуті всіма фізиками, включно з Максом Планком і Нільсом Бором. Цю ідею загалом визнали лише у 1919 році після докладних експериментів Роберта Міллікена з фотоефектом і після вимірювань ефекту Комптона.
Ейнштейн дійшов висновку, що кожній хвилі з частотою f відповідає набір фотонів з енергією hf, де h — це стала Планка. Він не висловлювався більше щодо природи зв'язку між хвилею та частинкою, оскільки не мав певності щодо цього. Проте він запропонував, що ця ідея могла б пояснити деякі експериментальні результати, зокрема фотоефект. Назву «фотон» для світлових квантів запровадив Гілберт Льюїс у 1926 році.

#### Квантування атомних коливань
У 1907 році Ейнштейн запропонував модель речовини, в якій кожен атом у кристалічній ґратці розглядається як незалежний гармонічний осцилятор. У моделі Ейнштейна кожен атом коливається незалежно, маючи низку рівновіддалених квантованих станів. Хоча Ейнштейн розумів, що визначити точну частоту реальних коливань буде складно, він усе ж запропонував цю теорію як наочну демонстрацію того, що квантова механіка здатна розв'язати проблему теплоємності, нерозв'язну в класичній механіці. Пізніше цю модель удосконалив Петер Дебай.

#### Статистика Бозе— Ейнштейна
У 1924 році Ейнштейн отримав опис статистичної моделі від індійського фізика Шатьєндраната Бозе, що базувалася на методі підрахунку, за яким світло можна трактувати як газ з нерозрізненних частинок. Ейнштейн зауважив, що статистика Бозе застосовується не лише до світлових частинок, а й до деяких атомів, і надіслав свій переклад статті Бозе до журналу «Zeitschrift für Physik». Ейнштейн також опублікував власні статті, в яких описав модель і її наслідки, зокрема передбачивши явище конденсації Бозе — Ейнштейна, тобто появу особливого стану частинок при дуже низьких температурах. Лише 1995 року такий конденсат уперше вдалося отримати експериментально Еріку Корнеллу та Карлу Віману за допомогою надохолоджувального обладнання, створеного у лабораторії NIST–JILA при Університеті Колорадо в Боулдері. Статистику Бозе — Ейнштейна нині застосовують для опису поведінки будь-яких систем, складених з бозонів. Ескізи Ейнштейна до цього проєкту зберігаються в архіві Ейнштейна в бібліотеці Лейденського університету.

#### Корпускулярно-хвильовий дуалізм

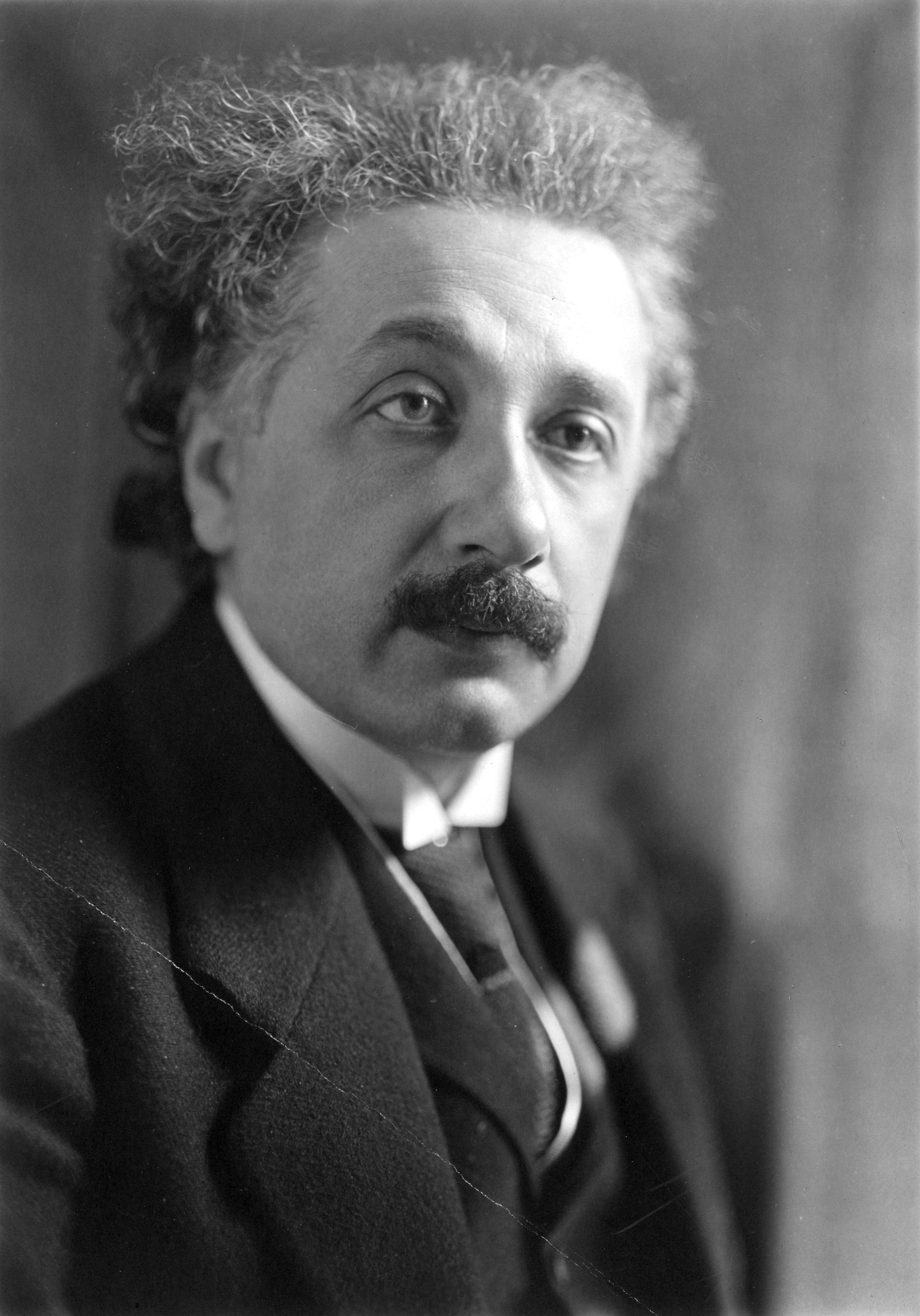
Ейнштейн у 1921 році, студія Harris & Ewing

У праці «Über die Entwicklung unserer Anschauungen über das Wesen und die Konstitution der Strahlung» («Розвиток наших уявлень про природу та структуру випромінювання») та у статті 1909 року Ейнштейн показав, що введені Планком кванти енергії мають чітко визначені імпульси та в певних аспектах поводяться як незалежні точкові частинки. У цій праці вперше було введено поняття фотона та сформульовано ідею корпускулярно-хвильового дуалізму в квантовій механіці. Ейнштейн вважав цей дуалізм у випромінюванні конкретним свідченням того, що фізика потребує нових єдиних засад.

#### Нульова енергія
У серії праць, завершених у 1911—1913 роках, Планк переформулював свою квантову теорію 1900 року та запровадив ідею нульової енергії коливань у своїй «другій квантовій теорії». Ця ідея невдовзі привернула увагу Ейнштейна та його асистента Отто Штерна. Припустивши, що енергія обертальних двоатомних молекул включає нульову енергію коливань, вони порівняли теоретичну теплоємність водню з експериментальними даними. Отримані значення добре збігалися. Однак після публікації результатів вони швидко відмовилися від підтримки цієї гіпотези, оскільки втратили впевненість у її коректності.

#### Стимульоване випромінювання
У 1917 році, на піку своєї роботи з теорії відносності, Ейнштейн опублікував у журналі «Physikalische Zeitschrift» статтю, в якій запропонував можливість вимушеного випромінювання — фізичного процесу, який згодом зробив можливими створення мазера та лазера. У цій статті показано, що статистика поглинання та випромінювання світла може узгоджуватися з розподілом Планка лише за умови, що випромінювання світла в стан з n фотонами статистично підсилюється порівняно з випромінюванням у порожній стан. Ця праця мала величезний вплив на подальший розвиток квантової механіки, адже вона вперше продемонструвала, що статистика атомних переходів підкоряється простим законам.

#### Хвилі матерії
Ейнштейн ознайомився з роботами Луї де Бройля та підтримав його ідеї, які спочатку сприймали зі скепсисом. У ще одній важливій праці цього періоду Ейнштейн зазначив, що хвилі де Бройля можуть пояснити правила квантування Бора — Зоммерфельда. Ця робота надихнула Шредінгера на створення хвильової механіки у 1926 році.

### Квантова механіка

#### Заперечення Ейнштейна щодо випадковості у квантовій механіці

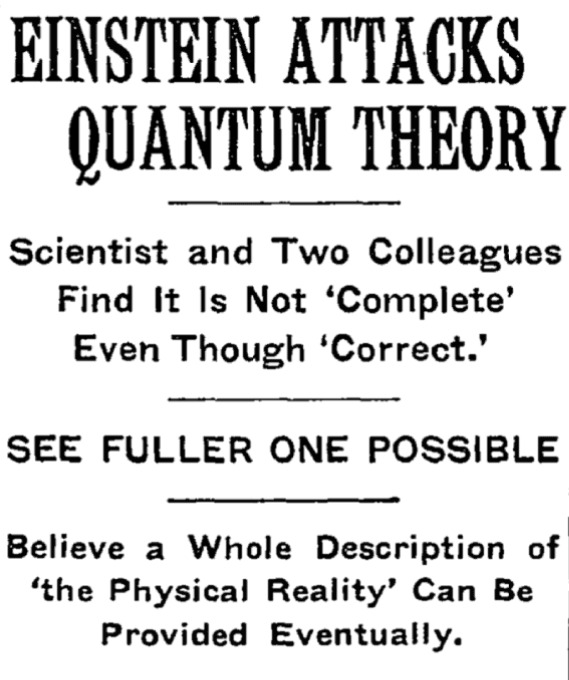
Заголовок газети від 4 травня 1935 року

Ейнштейн відіграв важливу роль у розвитку квантової теорії, починаючи зі своєї статті 1905 року про фотоефект. Втім, після 1925 року він став критично ставитися до тогочасної квантової механіки, попри її широке визнання серед фізиків. Він скептично ставився до того, що випадковість у квантовій механіці є фундаментальною властивістю природи, а не проявом детермінізму, зазначаючи, що Бог «не грає в кості». До кінця свого життя він наполягав на тому, що квантова механіка є неповною теорією.

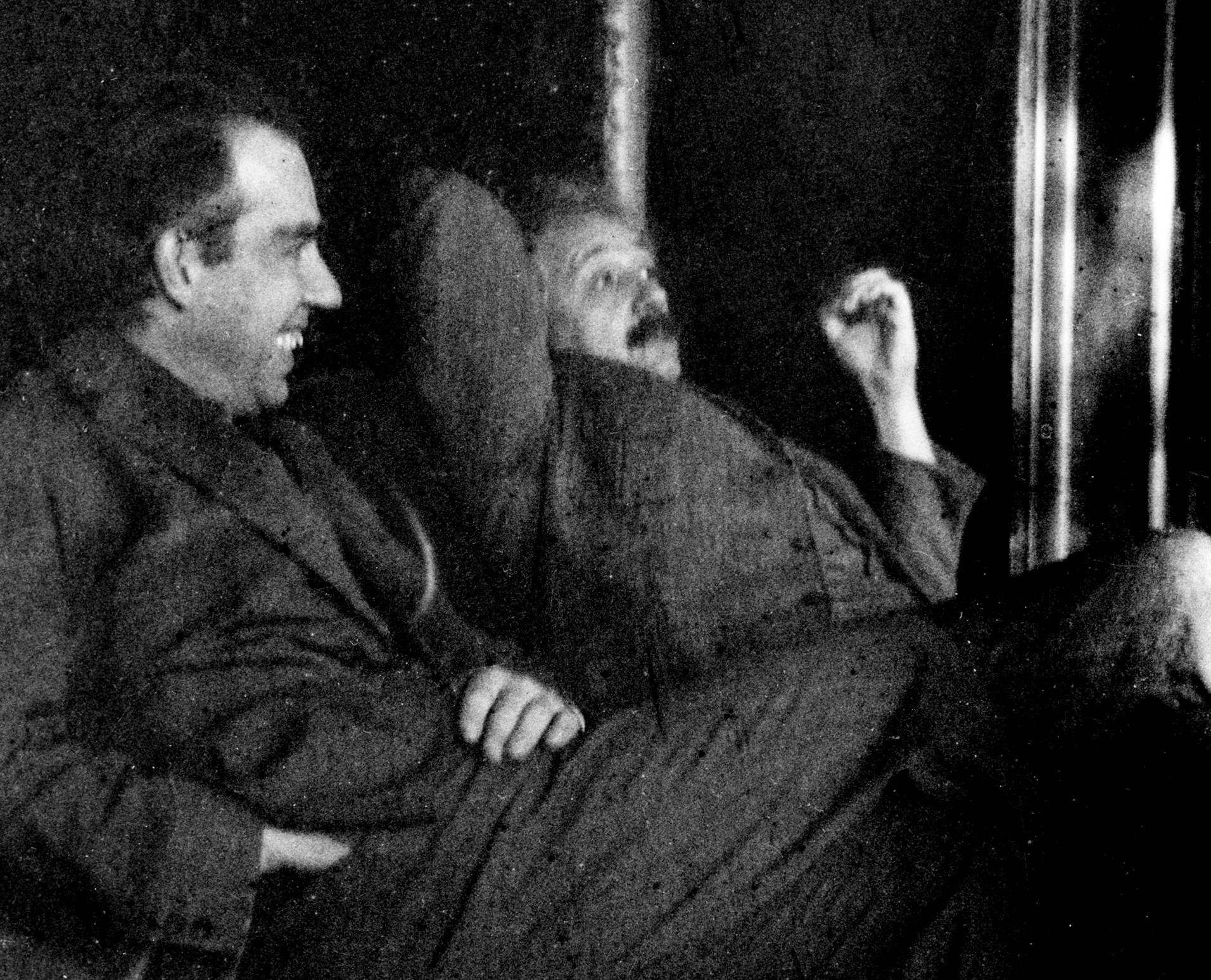
Ейнштейн і Нільс Бор, 1925 рік

Важливою віхою стала дискусія Бора й Ейнштейна — серія публічних дискусій про квантову механіку між Ейнштейном і Нільсом Бором, яких вважають двома її засновниками. Ця дискусія стала знаковою через свій вплив на філософію науки й на подальші інтерпретації квантової механіки.

#### Парадокс Ейнштейна— Подольського— Розена
Ейнштейн ніколи повністю не прийняв квантову механіку. Визнаючи правильність її передбачень, він все-таки вважав, що має існувати глибше, фундаментальніше пояснення природи. Протягом багатьох років він наводив різні аргументи на користь цього. Головний його аргумент походить із дискусії з Бором 1930 року. Ейнштейн запропонував уявний експеримент, у якому два об'єкти взаємодіють, а потім розділяються на велику відстань. Квантово-механічний опис цих двох об'єктів — це математична сутність, відома як хвильова функція. Якщо відома хвильова функція системи до взаємодії, Рівняння Шредінгера дозволяє визначити хвильову функцію після неї. Але через явище, яке пізніше назвали квантовою заплутаністю, вимірювання одного з об'єктів миттєво змінює хвильову функцію, що описує інший об'єкт, незалежно від відстані між ними. Вибір того, яке саме вимірювання виконати над першим об'єктом, впливає на можливі результати для другого. Ейнштейн стверджував, що жоден фізичний вплив не може поширюватися миттєво. На його думку, фізика має ґрунтуватися на розрізненні об'єктів, а такі миттєві впливи ставлять це під сумнів. Оскільки справжній «фізичний стан» другого об'єкта не може змінюватися миттєво дією на перший, Ейнштейн дійшов висновку, що хвильова функція — це лише неповний опис цього стану, а не сам фізичний стан.
Більш відомою версією цього аргументу стала стаття 1935 року, коли Ейнштейн опублікував роботу разом із Борисом Подольським та Натаном Розеном, в якій виклав те, що згодом отримало назву парадоксу Ейнштейна — Подольського Розена, або ЕПР. У цьому уявному експерименті дві частинки взаємодіють так, що хвильова функція, яка їх описує, заплутана. Тоді, незалежно від відстані між частинками, точне вимірювання положення однієї з них дозволяє ідеально передбачити результат вимірювання положення другої. Аналогічно, точне вимірювання імпульсу однієї частинки дає можливість точно передбачити імпульс другої, без необхідності впливати на неї. Автори стверджували, що жодна дія на першу частинку не може миттєво вплинути на другу, адже це означало б передачу інформації швидше за світло, що заборонено теорією відносності. Вони використали принцип, пізніше відомий як «критерій реальності ЕПР», згідно з яким: «Якщо без будь-якого втручання в систему ми можемо з певністю (тобто з імовірністю, що дорівнює одиниці) передбачити значення фізичної величини, то існує елемент реальності, що відповідає цій величині». З цього вони зробили висновок, що друга частинка має визначене значення як положення, так і імпульсу до того, як будь-яке з цих значень було виміряне. Проте квантова механіка вважає ці дві спостережувані величини несумісними й тому не призначає системі одночасних значень для обох. Тож Ейнштейн, Подольський і Розен дійшли висновку, що квантова теорія не дає повного опису реальності.
У 1964 році Джон Стюарт Белл значно розвинув аналіз квантової заплутаності. Він вивів, що якщо вимірювання виконуються незалежно над двома розділеними частинками заплутаної пари, то припущення, що результати залежать від прихованих змінних у кожній частині, накладає математичне обмеження на те, як корелюють результати цих двох вимірювань. Це обмеження пізніше отримало назву нерівності Белла. Белл показав, що квантова фізика передбачає кореляції, які порушують цю нерівність. Отже, єдиний спосіб пояснити передбачення квантової фізики за допомогою прихованих змінних — це визнати їх «нелокальними», тобто такими, що дві частинки можуть миттєво взаємодіяти, незалежно від відстані між ними. Белл стверджував, що оскільки пояснення квантових явищ через приховані змінні вимагало б нелокальності, парадокс ЕПР «вирішується способом, який Ейнштейн хотів би найменше».
Попри це, і хоча сам Ейнштейн вважав аргумент у статті ЕПР надто складним, ця робота стала однією з найвпливовіших статей, опублікованих у «Physical Review». Її вважають ключовою у розвитку квантової теорії інформації.

### Теорія об'єднаного поля
Заохочений успіхом у загальній теорії відносності, Ейнштейн прагнув створити ще амбітнішу геометричну теорію, яка розглядала б гравітацію та електромагнетизм як аспекти єдиного явища. У 1950 році він описав свою об'єднану теорію поля в статті для «Scientific American» під назвою «Про узагальнену теорію гравітації». Його спроба виявити найфундаментальніші закони природи здобула схвальні відгуки, але не мала успіху: особливо помітним недоліком його моделі було те, що вона не враховувала сильну та слабку ядерні сили, природа яких залишалася незрозумілою ще багато років після його смерті. Хоча більшість дослідників нині вважають, що підхід Ейнштейна до об'єднання фізики був хибним, його мета створити теорію всього залишається ідеалом, до якого прагнуть його послідовники.

### Співпраця з іншими науковцями

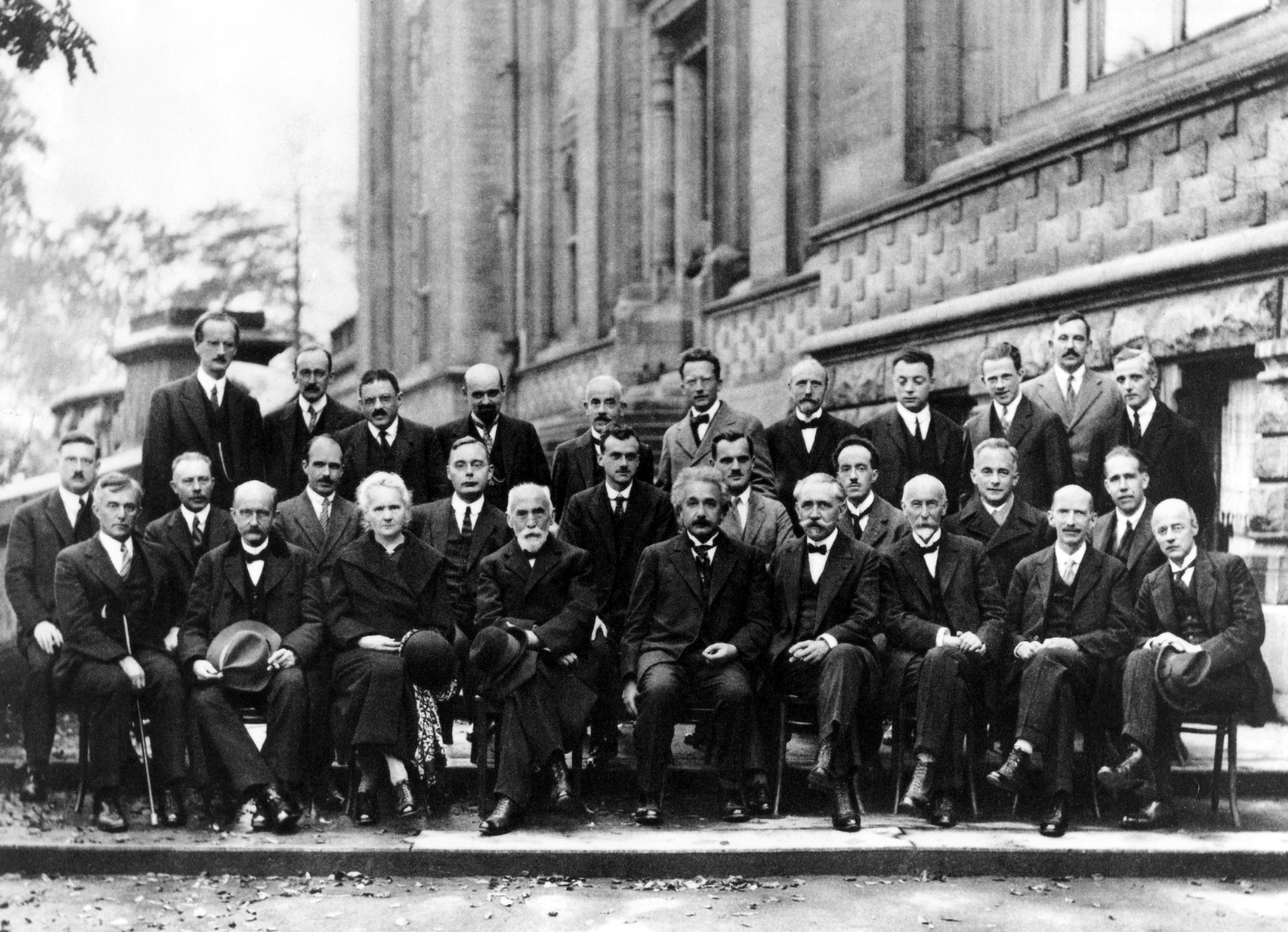
Сольвеєвський конгрес 1927 року в Брюсселі — зібрання провідних фізиків світу. Ейнштейн — у центрі.

Окрім постійних наукових співпрацівників, як-от Леопольд Інфельд, Натан Розен, Петер Бергман та інші, Ейнштейн мав також разові співпраці з різними вченими.

#### Експеримент Ейнштейна— де Гааса
У 1908 році Овен Вілланс Річардсон передбачив, що зміна магнітного моменту вільного тіла спричинить його обертання. Цей ефект є наслідком збереження моменту імпульсу і достатньо сильний, щоб бути помітним у феромагнітних матеріалах. Ейнштейн і Вандер Йоханнес де Гааз опублікували дві праці у 1915 році, в яких заявили про перше експериментальне спостереження цього ефекту. Такі вимірювання демонструють, що явище намагніченості зумовлене переорієнтацією моментів імпульсу електронів у речовині вздовж осі намагніченості. Також завдяки цим вимірюванням можна розділити два внески в намагнічення: пов'язаний зі спіном і з орбітальним рухом електронів. Експеримент Ейнштейна — де Гааза є єдиним експериментом, який Ейнштейн самостійно задумав, реалізував і опублікував.
Оригінальну установку для експерименту Ейнштейна — де Гааза зараз експонована в музеї Ампера в Ліоні, куди її 1961 року передала Гертруїда де Гаас-Лоренц, дружина де Гааза й дочка Лоренца. Устаткування тривалий час вважалося втраченим серед фондів музею й було повторно виявлене у 2023 році.

#### Ейнштейн як винахідник
У 1926 році Ейнштейн разом із колишнім студентом Лео Сілардом створив (а в 1930 році запатентував) холодильник Ейнштейна. Цей абсорбційний холодильник на той час був революційним, оскільки не мав рухомих частин і працював лише за рахунок тепла. 11 листопада 1930 року їм було видано U.S. Patent 1 781 541 на цей винахід. Комерційного успіху пристрій одразу не здобув, але найперспективніші патенти були придбані шведською компанією Electrolux.
Ейнштейн також винайшов електромагнітний насос, пристрій для відтворення звуку, а також низку інших побутових приладів.

## Пам'ять

### Ненаукова

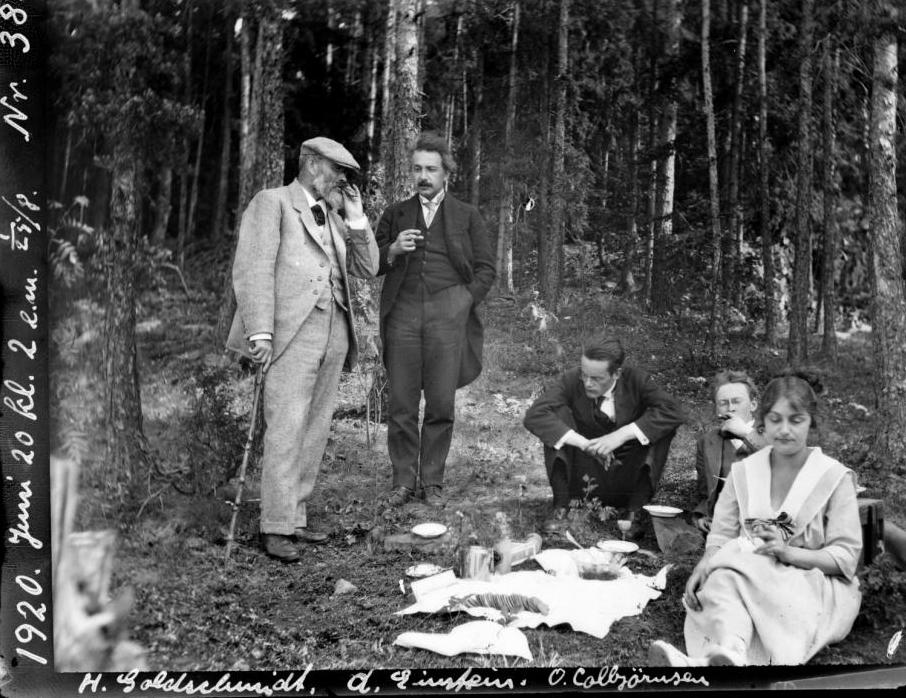
Зліва направо: Гайнріх Гольдшмідт, Ейнштейн, Оле Колбйорнсен, Йорген Вогт і Ільзе Ейнштейн на пікніку в Осло, 1920 рік.

Під час подорожей Ейнштейн щодня писав листи своїй дружині Ельзі та падчеркам Маргот і Ільзі. Ці листи увійшли до архіву, переданого Єврейському університету в Єрусалимі. Маргот Ейнштейн дозволила оприлюднити особисте листування, але попросила зробити це не раніше ніж через двадцять років після її смерті (вона померла у 1986 році). Барбара Вольф з Архіву Альберта Ейнштейна при Єврейському університеті повідомила BBC, що існує близько 3500 сторінок приватного листування, написаного між 1912 і 1955 роками.
Упродовж останніх чотирьох років життя Ейнштейн брав участь у створенні Медичного коледжу імені Альберта Ейнштейна в Нью-Йорку.
У 1979 році, до сторіччя від дня народження Ейнштейна, біля будівлі Національної академії наук США у Вашингтоні відкрили меморіал Ейнштейна. Його автором став скульптор Роберт Беркс. Ейнштейн зображений із аркушем паперу, на якому написані три його найвідоміші рівняння: для фотоелектричного ефекту, загальної теорії відносності та еквівалентності маси й енергії.
Право на використання образу Ейнштейна стало предметом судового розгляду у 2015 році у федеральному окружному суді Каліфорнії. Хоча спочатку суд постановив, що це право втратило чинність, рішення було оскаржене й згодом повністю скасоване. Позов сторони врешті-решт владнали. Це право залишається чинним, і Єврейський університет в Єрусалимі є його виключним правовласником.
Гора Ейнштейн у Чугацьких горах на Алясці названа на його честь у 1955 році. Інша гора Ейнштейн в гірському хребті Папароа в Новій Зеландії отримала свою назву у 1970 році за ініціативи Департаменту наукових і промислових досліджень.
У 1999 році журнал «Time» визнав Ейнштейна людиною століття.

### Наукова
У 1999 році в опитуванні серед 100 найвидатніших фізиків Ейнштейна визнали «найвидатнішим фізиком усіх часів», тоді як у паралельному опитуванні серед рядових фізиків перше місце посів Ісаак Ньютон, а Ейнштейн — друге.
Фізик Лев Ландау уклав рейтинг фізиків від 0 до 5 за логарифмічною шкалою продуктивності та геніальності. До «суперліги» він зарахував Ньютона й Ейнштейна: Ньютон отримав найвищий ранг — 0, а Ейнштейн — 0,5. Батьки квантової механіки, зокрема Вернер Гайзенберг і Пол Дірак, були оцінені рейтингом 1, а себе Ландау оцінив рейтингом 2.
Міжнародний союз теоретичної та прикладної фізики оголосив 2005 рік «Всесвітнім роком фізики», також відомим як «Рік Ейнштейна», на честь його «року чудес» 1905. Також Організація Об'єднаних Націй оголосила 2005 «Міжнародним роком фізики».

## Культурний вплив

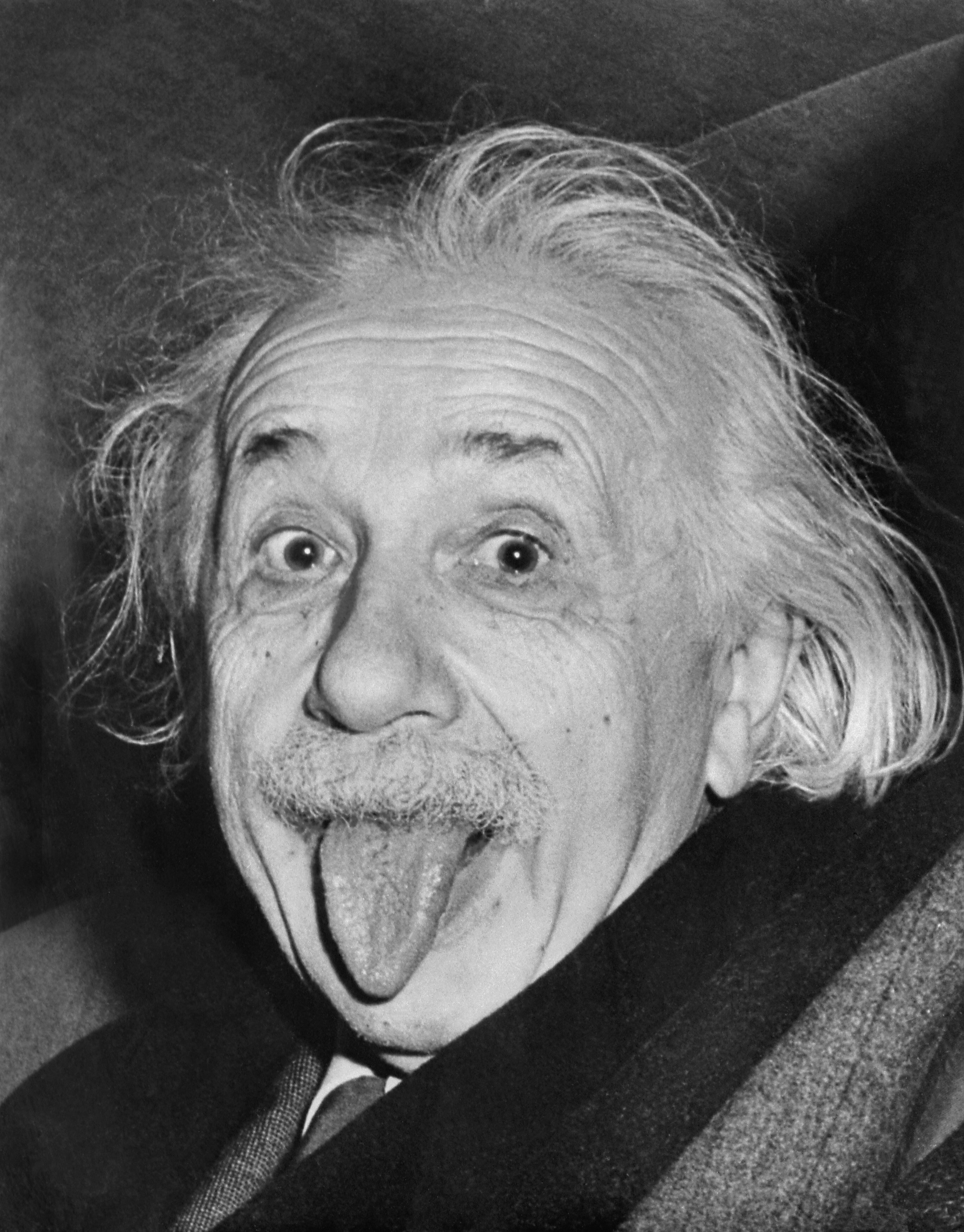
Відоме фото Ейнштейна, зроблене Артуром Сассом у 1951 році, коли він сидів у машині на свій 72-й день народження після прохання ще раз усміхнутися для камери.

Після спостережного підтвердження загальної теорії відносності у 1919 році Ейнштейн став однією із найвідоміших наукових знаменитостей. Хоча більшість людей мало розуміли його наукову діяльність, він здобув широку популярність і шану. У міжвоєнний період журнал «Нью-Йоркер» описував, як Ейнштейна в Америці впізнають настільки добре, що перехожі зупиняють його на вулиці з проханням пояснити «ту саму теорію». Зрештою, він почав жартома відмахуватись від настирливих запитань, удаючи іншу особу: «Даруйте, пробачте! Мене постійно плутають із професором Ейнштейном».
Ейнштейн став героєм або джерелом натхнення для багатьох романів, фільмів, п'єс і музичних творів. Його часто зображують у ролі розсіяного професора; його виразне обличчя та характерна зачіска неодноразово копіювали й гіперболізували. Журналіст журналу «Тайм» Фредерік Голден писав, що Ейнштейн — це «мрія карикатуриста, що стала реальністю». Його інтелектуальні здобутки й оригінальність зробили ім'я «Ейнштейн» синонімом слова «геній».
Багато популярних цитат приписують Ейнштейну помилково.

## Відзнаки і вшанування пам'яті

### Нобелівська премія
У архівах Нобелівського комітету збереглося близько 60 номінацій Ейнштейна у зв'язку з формулюванням теорії відносності, проте премія була присуджена лише в результаті номінації шведського фізика Карла Вільгельма Озеєна, у зв'язку з поясненням фотоелектричного ефекту. Озеєн особливо підкреслював, що цього разу він номінує Ейнштейна не у зв'язку з теорією, яка представлялася спірною членам Нобелівського комітету, а у зв'язку з поясненням природного явища, поза сумнівом спостережуваного в експерименті. У результаті цієї номінації Ейнштейн отримав премію за 1921 рік заднім числом одночасно з Нільсом Бором восени 1922 року.

### Інші відзнаки
Ейнштейн був також закордонним членом Наукового товариства імені Шевченка від 1929 року, документи про його обрання підписав Кирило Студинський.
Посмертно Альберт Ейнштейн був нагороджений цілим рядом відзнак:
- У 1992 році він був названий № 10 в підготовленому Майклом Хартом списку найвпливовіших осіб в історії.
- У 1999 році журнал «Тайм» назвав Ейнштейна «Особистістю століття».
- У 1999 році Gallup Poll навів Ейнштейна під № 4 в списку найшанованіших у XX столітті людей.
- 2005 рік був оголошений ЮНЕСКО роком фізики з нагоди століття «року чудес», що увінчався відкриттям спеціальної теорії відносності Ейнштейном.

### На честь Ейнштейна названі
- Ейнштейн — одиниця енергії, вживана у фотохімії
- Хімічний елемент Ейнштейній (№ 99 в періодичної системи елементів Менделєєва)[329]
- Астероїд 2001 Ейнштейн
- Кратер на Місяці
- Квазар Хрест Ейнштейна
- Міжнародна Золота медаль ЮНЕСКО імені Альберта Ейнштейна[330]
- Медаль Альберта Ейнштейна[331]
- Премія Альберта Ейнштейна (англ. The «Albert Einstein» World Award of Science), яку присуджує Світова Культурна Рада[en][332]
- Коледж медицини ім. Альберта Ейнштейна при університеті Йешива
- Центр медицини ім. Альберта Ейнштейна в Філадельфії
- Будинок-музей Альберта Ейнштейна на Крамгассі Берн
- Супутник-обсерваторія «Ейнштейн» (англ. The Einstein Observatory (High Energy Astrophysical Observatories, HEAO-2))
- космічний рентгенівський телескоп, створений Китайською академією наук та Інститутом позаземної фізики Макса Планка (Німеччина)[333]
- Численні вулиці, проспекти, бульвари багатьох міст світу. В Україні вулиця Ейнштейна є в містах Кривий Ріг та Харків[334].

- Кільця Ейнштейна

## Публікації
5 грудня 2014 року Принстонський університет спільно з цифровою видавничою платформою Tizra, Єрусалимським гебрейським університетом та Каліфорнійським технологічним інститутом анонсували запуск сайту з цифровими документами Ейнштейна. Мета проєкту — вільний доступ до усіх наявних і зібраних по усьому світові документів Альберта Ейнштейна. Документи публікуються мовою оригіналу з поглибленим анотуванням та перекладом англійською мовою. На момент відкриття сайту, починаючи з 1986 року, підготовлено 13 паперових томів із запланованих 30. Цифровий відкритий доступ буде надаватися після двох років від паперового видання документів.

### Наукові
- Einstein, Albert (1901) [Completed 13 December 1900 and manuscript received 16 December 1900].  Написано у Zurich, Switzerland. Paul Karl Ludwig Drude (ред.). Folgerungen aus den Capillaritätserscheinungen [Conclusions Drawn from the Phenomena of Capillarity]. Annalen der Physik. Vierte Folge  (нім.). Leipzig, Germany: Verlag von Johann Ambrosius Barth (опубліковано 1 March 1901). 4 (all series: 309) (3): 513—523. Bibcode:1901AnP...309..513E. doi:10.1002/andp.19013090306 — через Wiley Online Library, Hoboken, New Jersey, US (March 2006).
- Einstein, Albert (1905a) [Completed 17 March 1905 and submitted 18 March 1905].  Написано у Berne, Switzerland. Paul Karl Ludwig Drude (ред.). Über einen die Erzeugung und Verwandlung des Lichtes betreffenden heuristischen Gesichtspunkt [On a Heuristic Viewpoint Concerning the Production and Transformation of Light] (PDF). Annalen der Physik. Vierte Folge  (нім.). Leipzig, Germany: Verlag von Johann Ambrosius Barth (опубліковано 9 June 1905). 17 (all series: 322) (6): 132—148. Bibcode:1905AnP...322..132E. doi:10.1002/andp.19053220607 — через Wiley Online Library, Hoboken, New Jersey, US (10 March 2006).
- Einstein, Albert (1905b) [Completed 30 April 1905]. Eine neue Bestimmung der Moleküldimensionen [A new determination of molecular dimensions] (PDF). Dissertationen Universität Zürich (PhD Thesis)  (нім.). Berne, Switzerland: Wyss Buchdruckerei (опубліковано 20 July 1905). doi:10.3929/ethz-a-000565688. hdl:20.500.11850/139872 — через ETH Bibliothek, Zürich (2008).
- Einstein, Albert (1905c) [Manuscript received: 11 May 1905].  Написано у Berne, Switzerland. Paul Karl Ludwig Drude (ред.). Über die von der molekularkinetischen Theorie der Wärme geforderte Bewegung von in ruhenden Flüssigkeiten suspendierten Teilchen [On the Motion – Required by the Molecular Kinetic Theory of Heat – of Small Particles Suspended in a Stationary Liquid]. Annalen der Physik. Vierte Folge  (нім.). Leipzig, Germany: Verlag von Johann Ambrosius Barth (опубліковано 18 July 1905). 17 (all series: 322) (8): 549—560. Bibcode:1905AnP...322..549E. doi:10.1002/andp.19053220806. hdl:10915/2785 — через Wiley Online Library, Hoboken, New Jersey, US (10 March 2006).
- Einstein, Albert (1905d) [Manuscript received 30 June 1905].  Написано у Berne, Switzerland. Paul Karl Ludwig Drude (ред.). Zur Elektrodynamik bewegter Körper [On the Electrodynamics of Moving Bodies]. Annalen der Physik (Submitted manuscript). Vierte Folge  (нім.). Leipzig, Germany: Verlag von Johann Ambrosius Barth (опубліковано 26 September 1905). 17 (all series: 322) (10): 891—921. Bibcode:1905AnP...322..891E. doi:10.1002/andp.19053221004. hdl:10915/2786 — через Wiley Online Library, Hoboken, New Jersey, US (10 March 2006).
- Einstein, Albert (1905e) [Manuscript received 27 September 1905].  Написано у Berne, Switzerland. Paul Karl Ludwig Drude (ред.). Ist die Trägheit eines Körpers von seinem Energieinhalt abhängig? [Does the Inertia of a Body Depend Upon Its Energy Content?]. Annalen der Physik. Vierte Folge  (нім.). Leipzig, Germany: Verlag von Johann Ambrosius Barth (опубліковано 21 November 1905). 18 (all series: 323) (13): 639—641. Bibcode:1905AnP...323..639E. doi:10.1002/andp.19053231314 — через Wiley Online Library, Hoboken, New Jersey, US (10 March 2006).
- Einstein, Albert (1915) [Completed 25 November 1915]. Die Feldgleichungen der Gravitation [The Field Equations of Gravitation] (Online page images). Sitzungsberichte 1915 (нім.). Berlin, Germany: Königlich Preussische Akademie der Wissenschaften (опубліковано 2 December 1915): 844—847. Bibcode:1915SPAW.......844E — через ECHO, Cultural Heritage Online, Max Planck Institute for the History of Science.
- Einstein, Albert (1916) [Issued 29 June 1916]. Näherungsweise Integration der Feldgleichungen der Gravitation [Approximate integration of the field equations of gravitation] (Online page images). Sitzungsberichte 1916. Berlin, Germany: Königlich Preussische Akademie der Wissenschaften: 688—696. Bibcode:1916SPAW.......688E. Процитовано 24 січня 2022 — через SAO/NASA Astrophysics Data System (ADS).
- Einstein, Albert (1917a). Kosmologische Betrachtungen zur allgemeinen Relativitätstheorie [Cosmological Considerations in the General Theory of Relativity] (Online page images). Sitzungsberichte 1917 (нім.). Königlich Preussische Akademie der Wissenschaften, Berlin: 142. Bibcode:1917SPAW.......142E.
- Einstein, Albert (1917b). Zur Quantentheorie der Strahlung [On the Quantum Mechanics of Radiation]. Physikalische Zeitschrift (нім.). 18: 121—128. Bibcode:1917PhyZ...18..121E.
- Einstein, Albert (31 січня 1918). Über Gravitationswellen [About gravitational waves]. Sitzungsberichte der Königlich Preussischen Akademie der Wissenschaften Berlin: 154—167. Bibcode:1918SPAW.......154E. Процитовано 14 листопада 2020.
- Einstein, Albert (1923) [First published 1923, in English 1967].  Написано у Gothenburg. Grundgedanken und Probleme der Relativitätstheorie [Fundamental Ideas and Problems of the Theory of Relativity] (Промова). Lecture delivered to the Nordic Assembly of Naturalists at Gothenburg, 11 July 1923. Nobel Lectures, Physics 1901–1921 (нім.) (англ.). Stockholm: Nobelprice.org (опубліковано 3 February 2015) — через Nobel Media AB 2014.
- Einstein, Albert (1924) [Published 10 July 1924]. Quantentheorie des einatomigen idealen Gases [Quantum theory of monatomic ideal gases]. Sitzungsberichte der Preussischen Akademie der Wissenschaften, Physikalisch-Mathematische Klasse (нім.): 261—267. Архів оригіналу (Online page images) за 14 жовтня 2016. Процитовано 26 лютого 2015 — через ECHO, Cultural Heritage Online, Max Planck Institute for the History of Science. First of a series of papers on this topic.
- Einstein, Albert (12 березня 1926) [Cover Date 1 March 1926].  Написано у Berlin. Die Ursache der Mäanderbildung der Flußläufe und des sogenannten Baerschen Gesetzes [On Baer's law and meanders in the courses of rivers]. Die Naturwissenschaften (нім.). Heidelberg, Germany. 14 (11): 223—224. Bibcode:1926NW.....14..223E. doi:10.1007/BF01510300. ISSN 1432-1904. S2CID 39899416.
- Einstein, Albert (1926b).  Написано у Berne, Switzerland. Fürth, R. (ред.). Investigations on the Theory of the Brownian Movement (PDF). Переклад: Cowper, A. D. US: Dover Publications (опубліковано 1956). ISBN 978-1-60796-285-4. Процитовано 4 січня 2015.
- Einstein, Albert (1931). Zum kosmologischen Problem der allgemeinen Relativitätstheorie [On the cosmological problem of the general theory of relativity]. Sonderasugabe aus den Sitzungsb. König. Preuss. Akad.: 235—237.
- Einstein, A.; de Sitter, W. (1932). On the relation between the expansion and the mean density of the universe. Proceedings of the National Academy of Sciences. 18 (3): 213—214. Bibcode:1932PNAS...18..213E. doi:10.1073/pnas.18.3.213. PMC 1076193. PMID 16587663.
- Einstein, Albert; Rosen, Nathan (1935). The Particle Problem in the General Theory of Relativity. Physical Review. 48 (1): 73. Bibcode:1935PhRv...48...73E. doi:10.1103/PhysRev.48.73.
- Einstein, Albert; Podolsky, Boris; Rosen, Nathan (15 травня 1935) [Received 25 March 1935]. Can Quantum-Mechanical Description of Physical Reality Be Considered Complete?. Physical Review (Submitted manuscript). 47 (10): 777—780. Bibcode:1935PhRv...47..777E. doi:10.1103/PhysRev.47.777 — через APS Journals.
- Einstein, Albert (1950). On the Generalized Theory of Gravitation. Scientific American. CLXXXII (4): 13—17. Bibcode:1950SciAm.182d..13E. doi:10.1038/scientificamerican0450-13.
- Einstein, Albert (1969). Albert Einstein, Hedwig und Max Born: Briefwechsel 1916–1955 (нім.). Commented by Max Born; Preface by Bertrand Russell; Foreword by Werner Heisenberg. Munich: Nymphenburger Verlagshandlung. ISBN 978-3-88682-005-4. A reprint of this book was published by Edition Erbrich in 1982, ISBN 978-3-88682-005-4.
- Stachel, John; Martin J. Klein; A. J. Kox; Michel Janssen; R. Schulmann; Diana Komos Buchwald та ін., ред. (21 липня 2008) [Published between 1987 and 2006]. The Collected Papers of Albert Einstein. Т. 1—10. Princeton University Press. Further information about the volumes published so far can be found on the webpages of the Einstein Papers Project[338] and on the Princeton University Press Einstein Page.[339]

### Популярні
- Einstein, Albert (1916). Relativity: The Special and General Theory (вид. 100th Anniversary). Princeton University Press. ISBN 978-0-691-16633-9.
- Einstein, Albert; Infeld, Leopold (1938). The Evolution of Physics. Simon and Schuster.
- Einstein, Albert (1954). Ideas and Opinions. New York: Crown Publishers. ISBN 978-0-517-00393-0.
- Einstein, Albert (1979). Autobiographical Notes. Paul Arthur Schilpp (вид. Centennial). Chicago: Open Court. ISBN 978-0-87548-352-8. The chasing a light beam thought experiment is described on pages 48–51.

### Політичні
- Einstein, Albert та ін. (4 грудня 1948). To the editors of The New York Times. The New York Times. Melville, New York. ISBN 978-0-7354-0359-8. Архів оригіналу за 17 грудня 2007. Процитовано 25 травня 2006.
- Einstein, Albert (May 1949). Sweezy, Paul; Huberman, Leo (ред.). Why Socialism?. Monthly Review. 1 (1): 9—15. doi:10.14452/MR-001-01-1949-05_3.
- Einstein, Albert (September 1960). Foreword to Gandhi Wields the Weapon of Moral Power: Three Case Histories. Introduction by Bharatan Kumarappa. Ahmedabad: Navajivan Publishing House. pp. v–vi. OCLC 2325889. Foreword originally written in April 1953.